# Historia Polski (do 1138)

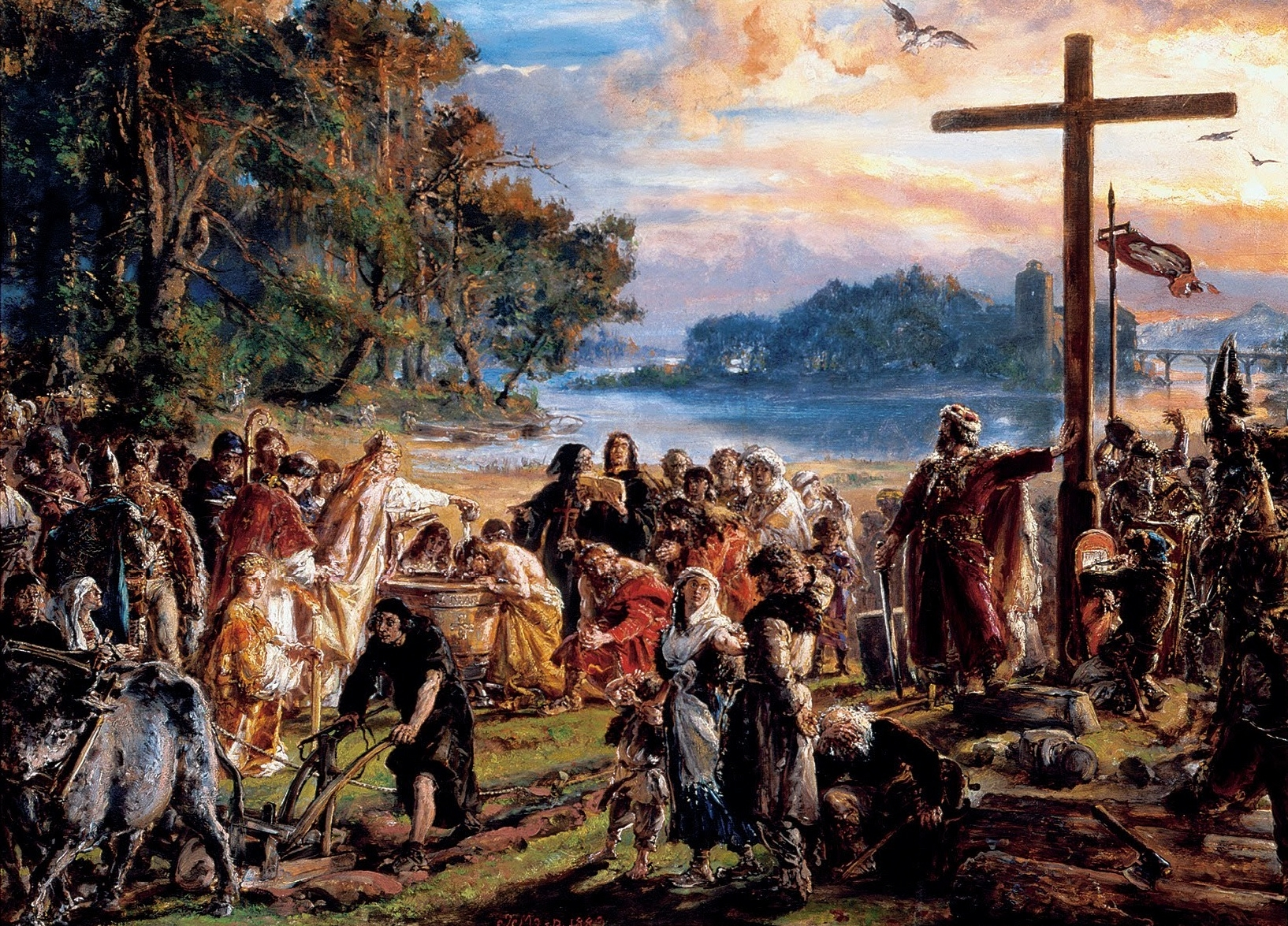
Jan Matejko, Zaprowadzenie chrześcijaństwa, 1889

Historia Polski (do 1138) – dzieje ziem polskich od prehistorii do początku rozbicia dzielnicowego w 1138 roku. W okresie do 1138 roku na ziemiach między Odrą i Bugiem powstało scentralizowane państwo rządzone przez dynastię Piastów, od przełomu X i XI wieku nazywane Polską.
Organizacja państwa pierwszych Piastów (Lestek, Siemomysł) rozpoczęła się około II ćwierci X wieku na Pojezierzu Wielkopolskim poprzez budowę wielkich grodów, m.in. po 860 roku w Gieczu, Poznaniu, Ostrowie Lednickim; pierwszy gród w Gnieźnie został wzniesiony w latach 940–941.
W 966 roku jego pierwszy historyczny władca, Mieszko, przyjął chrzest. Zarówno on, jak i jego następcy prowadzili wojny ze Świętym Cesarstwem Rzymskim (Królestwem Niemieckim), Czechami i Rusią Kijowską, a także ze Słowianami zachodnimi osiadłymi między Odrą a Łabą. Największy zasięg terytorialny państwo osiągnęło za czasów Bolesława Chrobrego, który zajął Pomorze, Milsko, Łużyce, Morawy, Grody Czerwieńskie, Słowaczyznę, a przejściowo także Czechy. Wczesne powstanie gnieźnieńskiej metropolii kościelnej (około roku 1000; dla porównania: biskupstwo w Pradze uzyskało status archidiecezji w roku 1344), w rezultacie starań Bolesława Chrobrego przy poparciu cesarza Ottona III, miało kluczowe znaczenie dla przetrwania wczesnośredniowiecznej monarchii Piastów, jak i dla zjednoczenia królestwa po okresie rozbicia dzielnicowego.
W późniejszym czasie krajem kilkakrotnie wstrząsały spory wewnętrzne, które dwukrotnie – za czasów Mieszka II i Kazimierza Odnowiciela prowadziły do rozkładu instytucji państwowych. Spory wewnętrzne dotyczyły między innymi wprowadzanego feudalizmu i chrześcijaństwa, doprowadzając w 1037 r. do wybuchu powstania ludowego. Opisywany okres skończył się panowaniem Bolesława Krzywoustego. Władca ten ponownie objął zwierzchnictwem Pomorze, a następnie wobec niepowodzenia swojej polityki węgierskiej zdecydował się zostać lennikiem cesarskim. Przed śmiercią wydał ustawę sukcesyjną, która zapoczątkowała w Polsce okres rozbicia dzielnicowego.

## Pradzieje ziem polskich

### Słowianie na ziemiach dzisiejszej Polski

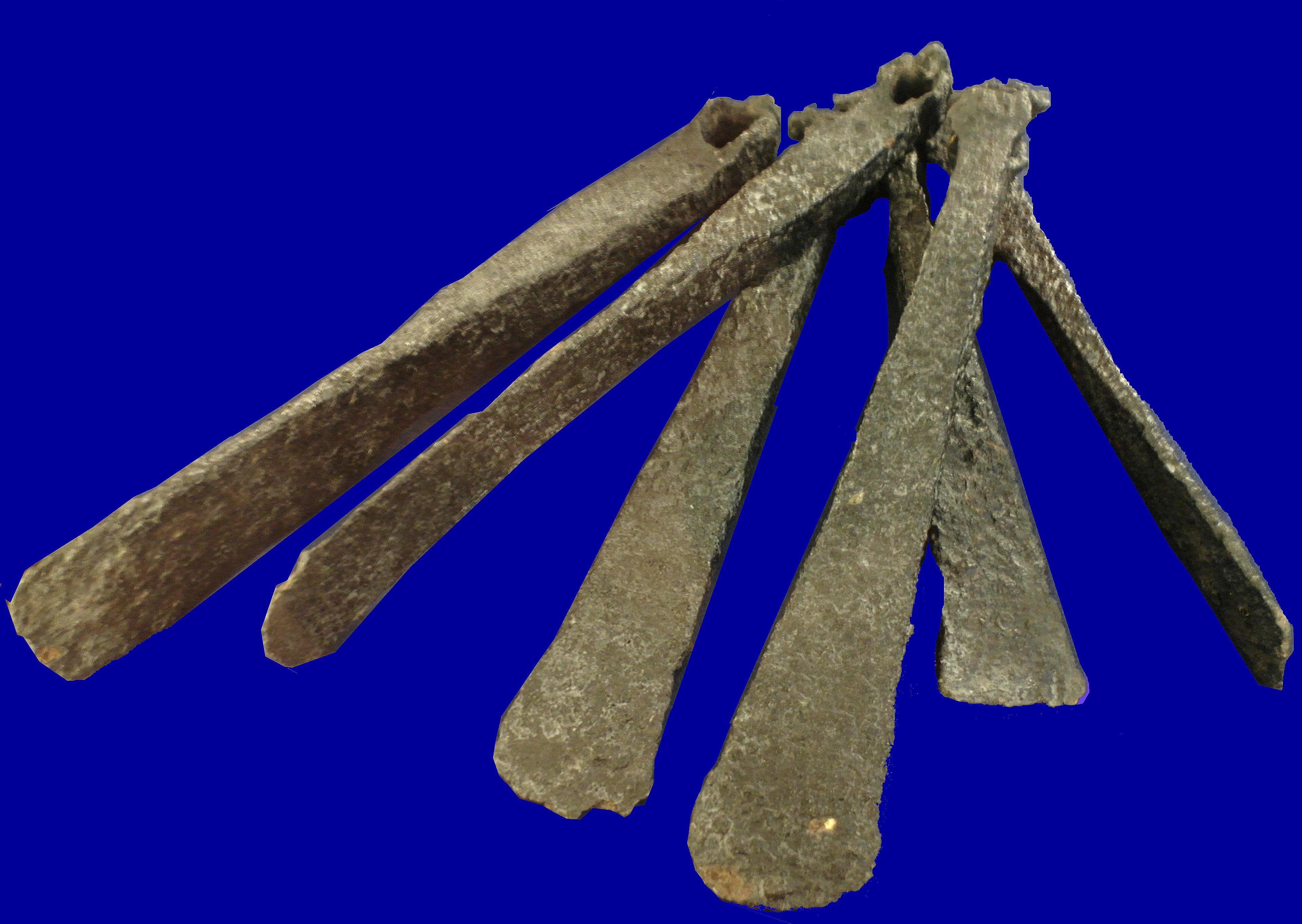
Grzywny siekieropodobne z grodziska w Kostkowicach, IX – połowa X wieku

Zgodnie z najlepiej uzasadnioną źródłowo hipotezą dotyczącą początków etniczności i kultury Słowian, prawdopodobnie w drugiej połowie VI lub najpóźniej w początkach VII wieku plemiona słowiańskie rozprzestrzeniły się na zachód i północ od linii górnej Wisły, która wcześniej stanowiła północno-zachodnią granicę ich zasięgu. Stosunkowo późne zainteresowanie Słowian migracjami w tym kierunku wynikało najprawdopodobniej z faktu, że ich pierwotny, południowy kierunek ekspansji, prowadzący w strefę naddunajską i na teren Cesarstwa Bizantyjskiego, przestał być dla nich atrakcyjny ze względu na przybycie do Europy koczowniczych Awarów, którzy w połowie VI w. podporządkowali sobie Słowian zamieszkujących wzdłuż północnego brzegu Dunaju (na terenie dzisiejszej Rumunii), zmuszając od tej pory Słowian do uczestnictwa w swoich wyprawach łupieżczych przeciwko Bizancjum i w znacznym stopniu uniemożliwiając im samodzielne działanie. Okres dominacji Awarów w strefie naddunajskiej (w latach około 558–626) jest zatem prawdopodobnie okresem, kiedy Słowianie podjęli ekspansję w kierunku północno-zachodnim, w tym i na ziemie dzisiejszej Polski. Potwierdzeniem tej daty ekspansji Słowian na ziemie dzisiejszej zachodniej Polski mogą być trzy przekazy historyczne:
- Prokopiusz z Cezarei, piszący w połowie VI wieku n.e., opisując wędrówkę Herulów z Panonii do kraju Warnów (nad środkową Łabą) w roku 512, stwierdza, że przeszli oni przez wszystkie plemiona Sklawenów, a następnie przez znaczny obszar pustego kraju
- Historia Franków Grzegorza z Tours opisuje wyprawę Awarów przeciwko Frankom w roku 566 (która przeszła przez ziemie południowej Polski, co potwierdzają pojedyncze znaleziska awarskie) i wspomina, że Awarowie, gdy dotarli wreszcie do ziem zamieszkiwanych przez Franków, byli wygłodzeni, co jest interpretowane jako dowód na to, że ich wyprawa przechodzić musiała przez opustoszałe tereny
- Teofilakt Symokatta opisuje schwytanie Słowian pod murami Konstantynopola w roku 592, którzy zeznali, że pochodzą znad Oceanu Północnego (Morza Bałtyckiego?), skąd podróż zająć im miała ponad rok.

Te trzy przekazy interpretowane są najczęściej obecnie przez historyków jako dowód na to, że w roku 566 Słowianie jeszcze nie zamieszkiwali zachodniej części dzisiejszej Polski, natomiast w 591 roku ich osadnictwo sięgało już Pomorza. Taka interpretacja nie jest sprzeczna z wymową źródeł archeologicznych.
Na terenach między Odrą i Bugiem Słowianie utworzyli prawdopodobnie kilkadziesiąt niewielkich organizmów plemiennych. Istnienie większości z nich domniemywane jest w oparciu o badania archeologiczne. Jedynie kilkanaście zostało wymienionych we wczesnośredniowiecznych źródłach historycznych: w tzw. Geografie Bawarskim (połowa IX wieku) oraz w dokumencie biskupstwa praskiego wystawionym w 1086 roku (odtwarzającym stan granic z 973/974). Zgodnie z tymi źródłami na ziemiach polskich prawdopodobnie mieli swoje siedziby Pyrzyczanie, Wolinianie, Ślężanie, Dziadoszyce, Opolanie, Golęszyce, Wiślanie, Lędzianie, Trzebowianie i Bobrzanie. Siedziby większości z wymienionych plemion są lokalizowane jedynie hipotetycznie, podobnie ich zlatynizowane nazwy są tłumaczone na język polski w różnych formach. Stosunkowo pewna jest lokalizacja plemion śląskich, wymienionych także w późniejszej kronice biskupa merseburskiego Thietmara. Z kolei najwięcej wątpliwości budzi określanie siedzib, a nawet istnienia plemion takich jak Lędzianie, Goplanie i Bobrzanie.
W 2008 Przemysław Urbańczyk  zauważył, że względna jednolitość kultury materialnej na ziemiach polskich oraz brak wyraźnych centrów kultowych nie pozwala na wydzielenie jednostek etno-politycznych (plemion) na tym terenie. Uważa on, że nie istniały stabilne i długotrwałe (ahistoryczne) grupy etniczno-terytorialne (plemiona). Zamiast tego od połowy IX w., tzn. od czasu kiedy zaczęto wznosić osady obronne, zaczęły funkcjonować organizacje wodzowskie obejmujące zwykle jeden gród i jego okręg rolniczy. Władza w tych organizacjach była sprawowana przez przedstawiciela lokalnej elity gospodarczej wodza (po polsku knędz / książę) na zasadzie dobrowolnej akceptacji społecznej (brak aparatu przymusu) i pod kontrolą wiecu. Organizacje wodzowskie były niestabilne, gdyż wodzowie niepotrafiący zapewnić sobie poparcia społeczności przez umiejętną redystrybucję nadwyżek produkcyjnych, byli usuwani i zastępowani przez miejscowych lub zewnętrznych konkurentów (patrz: uczty postrzyżynowe u Popiela i Piasta oraz późniejsze objęcie władzy przez Siemowita). Przejście od organizacji wodzowskiej do wczesnego państwa wiązało się z utworzeniem przez wodza aparatu przymusu, czyli drużyny.

## Dzieje polityczne

### Początek państwa Piastów w Wielkopolsce (do ok. 960)

Początek organizacji wodzowskiej, która doprowadziła do powstania państwa polskiego wiąże się prawdopodobnie z grodem w Gieczu, wzniesionym w l. ok. 865–869, będącym według Zofii Hilczer-Kurnatowskiej gniazdem rodowym Piastów. Stanowił on jedno z najstarszych (obok Moraczewa) centrów gospodarczo-politycznych archeologicznej ziemi gnieźnieńskiej (Wysoczyzna Gnieźnieńska), której przybliżone granice wyznaczone zostały na zachodzie i południu kolanem Warty, na wschodzie rynną Gopła i Noteci, a na północy korytem Wełny . Na tym obszarze osadnictwo ludzkie było bardzo rozrzedzone (brak tzw. skupiska osadniczego), zaznaczone niewielką liczbą oddalonych od siebie grodów przedpiastowskich. Istnienie tutaj jakiejś grupy etnopolitycznej (plemienia) nie jest pewne. Funkcjonujący w tym okresie ośrodek kultowy na Górze Lecha w Gnieźnie mógł być zwornikiem luźnego związku religijnego okolicznej ludności, co jednak nie przekładało się raczej na polityczną organizację terytorialną.
Nazwa „Polanie” pochodzi z późnej informacji Nestora. Według Przemysława Urbańczyka nazwy Polska i Polanie pojawiły się dopiero ok. 1000 r. w związku z realizacją programu państwowego Bolesława Chrobrego. Budowa państwa polskiego była prywatną inicjatywą poszczególnych dynastów z rodu Piastów, a nie przedsięwzięciem jakiegoś plemienia. Piastowie w latach dwudziestych i trzydziestych X wieku przystąpili do szybkiej ekspansji, podporządkowując sobie sąsiednie organizacje wodzowskie nad górną i środkową Obrą oraz na zachód od środkowej Warty. Na okres ten przypadają wyraźne zmiany w zagęszczeniu i lokalizacji grodów, które licznie powstawały przede wszystkim w centrum Wielkopolski (Grzybowo pod Wrześnią, Ostrów Lednicki, prawdopodobnie Moraczewo). Proces ten uległ dalszemu nasileniu w latach czterdziestych, kiedy zbudowano gród w Gnieźnie (ok. 940), oraz przebudowano grody w Gieczu, Lądzie i Poznaniu. Podbojowi nowych ziem i dalszemu rozwojowi terytorialnemu państwa sprzyjał brak silnych sąsiadów i naturalne bariery odgradzające Polan od Niemców, Czechów i bezpośrednich wpływów skandynawskich. W parze z rozwojem przestrzennym państwa musiał postępować rozwój jego struktur organizacyjnych, zdaniem niektórych badaczy wzorowany na państwach morawskim i niemieckim.
Brak źródeł pisanych nie pozwala dokładniej opisać początków państwa. Jedynie XII-wieczna relacja Galla Anonima zawiera skąpe wzmianki o dynastii rządzącej plemieniem . Miała się ona wywodzić od ubogiego rataja Piasta, którego syn Siemowit obalił księcia Popiela i przejął władzę, dając początek nowemu rodowi panującemu. Jego nazwa może się wywodzić od „piastuna” oznaczającego najwyższego dostojnika dworskiego (ówczesnym jego odpowiednikiem w państwie Franków był majordom, a na Rusi „kormilec”, karmiciel). Po Siemowicie nastąpić mieli Lestek i Siemomysł. Relacja ta ogranicza się w zasadzie jedynie do imion władców i wielokrotnie podawano w wątpliwość jej prawdziwość, szczególnie w starszej historiografii. Większość dzisiejszych historyków przyjmuje natomiast, że wymienieni władcy naprawdę istnieli. Siemowit miał panować w drugiej połowie IX wieku (ok. 870–900), jego syn Lestek na początku wieku X (ok. 900–930), natomiast Siemomysł od ok. 930 do ok. 960 roku. Prawdopodobnie za panowania Lestka rozpoczęła się tzw. rewolucja piastowska polegająca na wznoszeniu nowego typu, potężnych grodów wczesnopiastowskich (pierwszy w Grzybowie 915–922). Istnieje hipoteza, że zbrojenia na terenie Wielkopolski miały związek z upadkiem Państwa Wielkomorawskiego. Od Lestka może też pochodzić nazwa Licikaviki (Lścikowicy / Lestkowice) pojawiająca się w X w. w kronice Widukinda z Korbei. W czasach przypisywanych władzy Siemomysła, państwo zajęło oprócz rdzennej ziemi gnieźnieńskiej także Kujawy, ziemię sieradzko-łęczycką oraz być może Mazowsze i Pomorze Gdańskie. Tereny te odziedziczył kolejny, a zarazem pierwszy w pełni historyczny dynasta piastowski – Mieszko I.

### Panowanie Mieszka I (ok. 960–992)

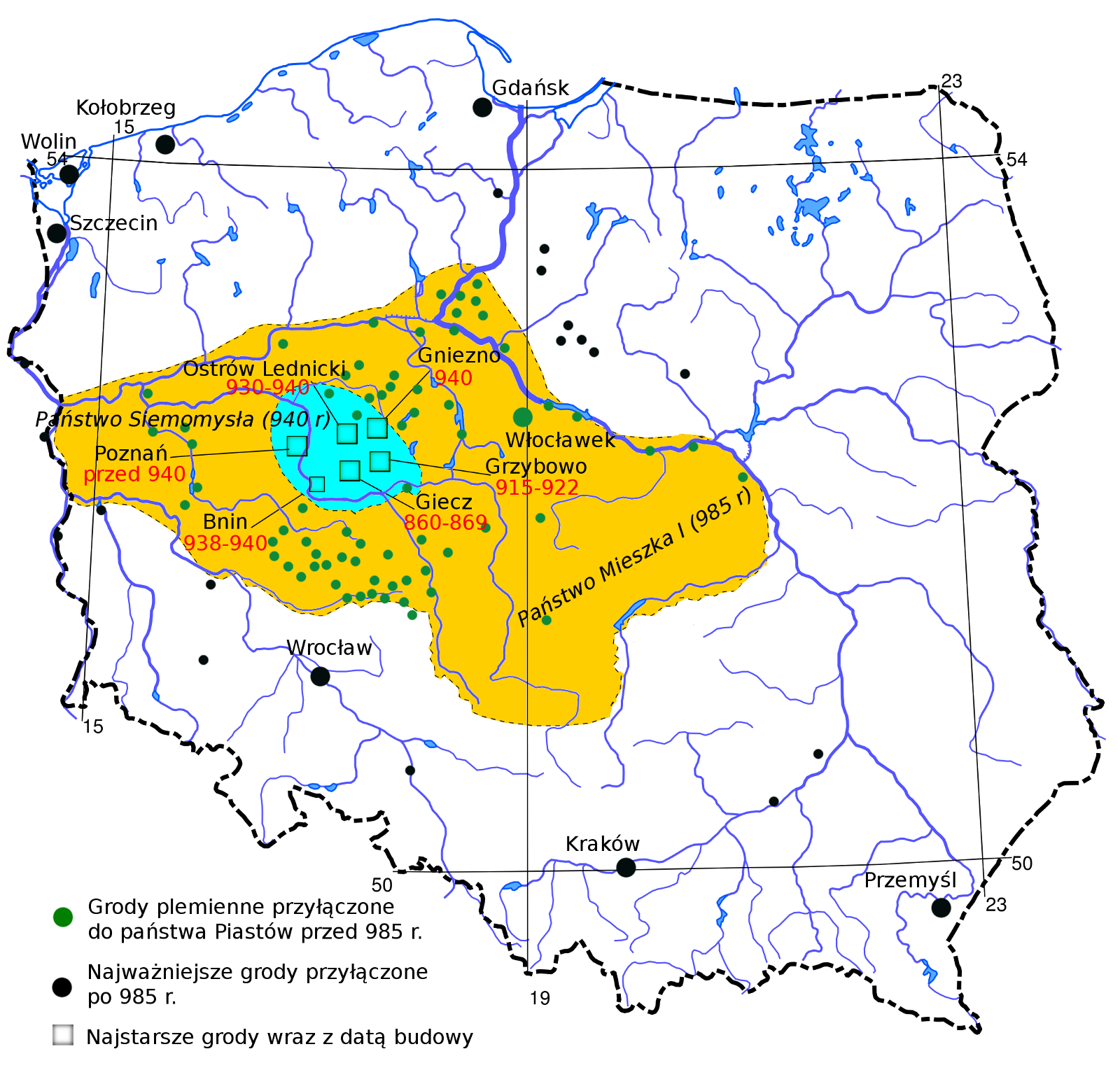
Grody pod panowaniem Mieszka I

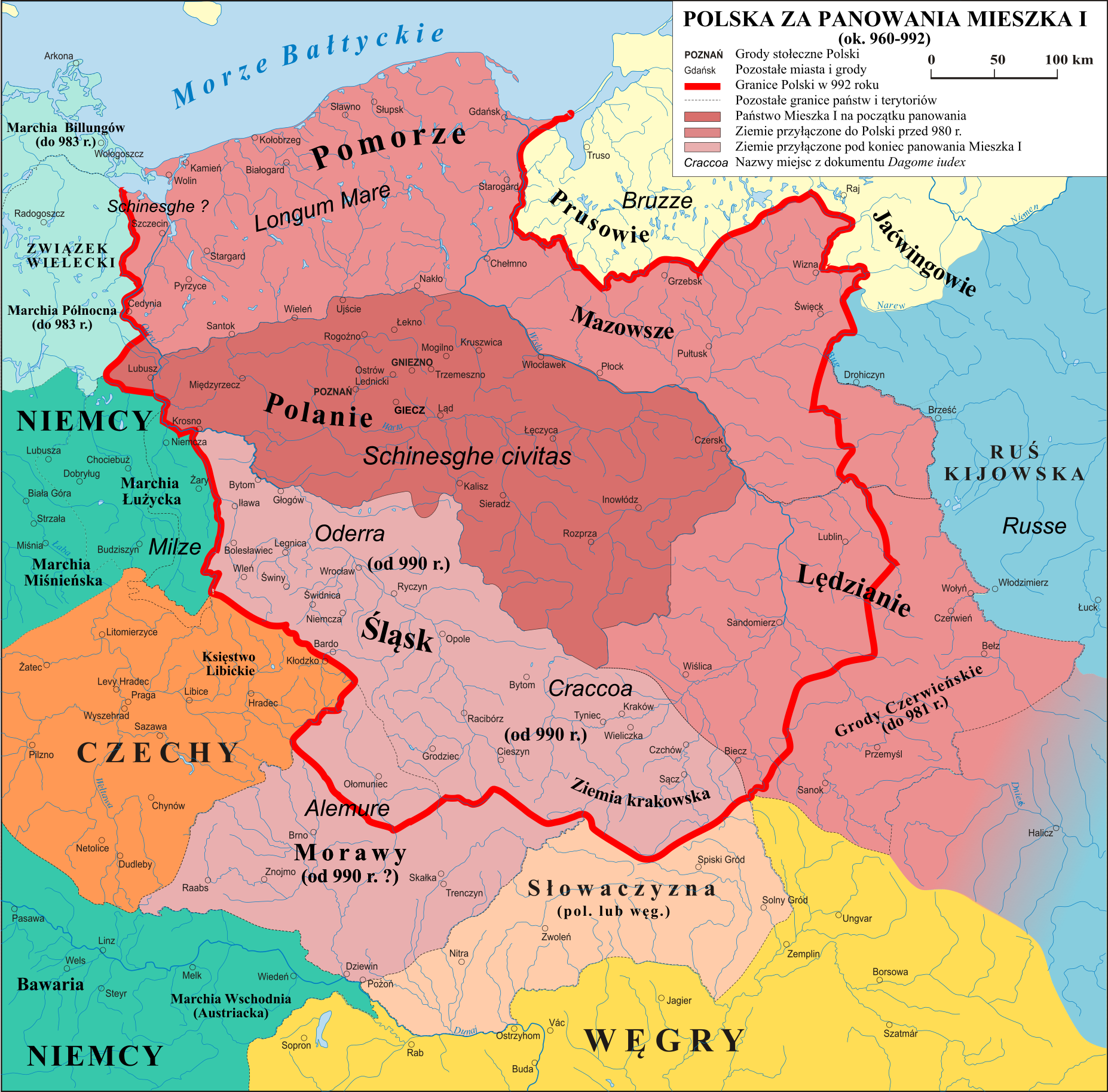
Przypuszczalny zasięg państwa Mieszka I – Civitas Schinesghe i ziemie przyłączone przez tego władcę.

Mieszko objął władzę prawdopodobnie w końcu lat pięćdziesiątych X wieku. W pierwszych latach prowadził walki z sąsiednimi plemionami, starając się rozszerzyć terytorium swojego państwa. Na początek lat sześćdziesiątych przypada przypuszczalnie opanowanie Pomorza Wschodniego i Środkowego. Około 970 roku Mieszko I opanował ziemie nadnoteckie i wybudował gród w Santoku. Zainteresowanie księcia skupiło się następnie przede wszystkim na obszarach nadodrzańskich, gdzie w krótkim czasie podporządkował sobie część plemion połabskich. Wtedy to popadł w konflikt z Wieletami i dowodzącym nimi niemieckim banitą i awanturnikiem Wichmanem. Wieleci dwukrotnie pokonali Mieszka, a w jednej z bitew około 963 roku zginął jego nieznany z imienia brat. Porażki w walkach z plemionami nadodrzańskimi zbiegły się w czasie z pierwszymi kontaktami politycznymi Mieszka z Niemcami i Czechami – dwoma silnymi sąsiadami należącymi do kręgu kultury chrześcijańskiej.
Prawdopodobnie w tym właśnie czasie Mieszko zdecydował się zacząć płacić trybut królowi niemieckiemu z ziem aż do rzeki Warty. Świadczenie to dotyczyło przypuszczalnie terytorium plemienia Lubuszan. Wkrótce, w roku 965, książę Polan poślubił czeską księżniczkę Dobrawę, a w rok później przyjął chrzest i rozpoczął proces chrystianizacji swojego państwa. Krok ten prawdopodobnie miał na celu przełamanie sojuszu czesko-wieleckiego i zyskanie nowego sojusznika w walkach na Połabiu i Pomorzu. Starsza historiografia podkreślała, że jednym z głównych celów Mieszka mogło być odsunięcie zagrożenia przymusowej chrystianizacji, podobnej jak ta prowadzona przez margrabiów niemieckich wśród plemion połabskich. Część nowszych prac podaje jednak w wątpliwość, czy w opisywanym okresie zagrożenie niemieckie w ogóle istniało i było zauważane. Chrystianizacja okazała się działaniem postępującym (choć w pewnych okresach proces ten natrafiał na zdecydowany opór miejscowej ludności) i wprowadziła kraj Polan do kręgu tzw. cywilizacji zachodniej. W jego efekcie do Polski napływać zaczęła kultura łacińska, rozwijało się piśmiennictwo i powstawał stan duchowny, początkowo w pełni podporządkowany władcy (tzw. kościół państwowy). Pierwszego biskupa polskiego imieniem Jordan ordynowano w 968 roku. Prawdopodobnie był on biskupem misyjnym podlegającym bezpośrednio Stolicy Apostolskiej, choć do dziś w historiografii pojawiają się sugestie, że mógł on być sufraganem niemieckiej metropolii w Moguncji.
Uzyskawszy nowego sojusznika, Mieszko kontynuował walki na Pomorzu, tym razem z większym powodzeniem. W 967 roku odniósł zwycięstwo w bitwie z Wolinianami, podporządkowując sobie tym samym ujście Odry. W kolejnych latach książę prowadził zapewne dalsze walki na północy, co mogło doprowadzić do sporu z margrabią łużyckim Hodonem. Ten w 972 roku zaatakował Mieszka, mimo że książę Polan wiernie płacił cesarzowi trybut. Do decydującej bitwy doszło pod Cedynią, a zwycięzcą starcia niespodziewanie okazał się Mieszko. Po tej potyczce polski władca został wezwany wraz z Hodonem przed oblicze cesarskie na zjazd w Kwedlinburgu w 973 roku. Nie jest znany osąd cesarza, nie był on jednak prawdopodobnie korzystny dla Mieszka. Tym między innymi tłumaczy się przystąpienie księcia Polan do opozycji niemieckiej po śmierci Ottona I w tym samym roku. Mieszko poparł pretendenta do tronu, Henryka Kłótnika, walczącego przeciw koronowanemu jeszcze za życia ojca cesarzowi Ottonowi II. Podobne stanowisko zajął sojusznik Polan, książę czeski Bolesław II Pobożny. Henryk Kłótnik przegrał walkę, a cesarz przeprowadził odwet na Czechach, zmuszając w 978 roku księcia tego kraju do uległości. W roku 979 Otton II miał najechać także ziemie Polan, ale ekspedycja ta prawdopodobnie zakończyła się porażką. Przypuszczalnie rok później Mieszko zawarł drugie małżeństwo, tym razem z Odą, córką margrabiego Marchii Północnej Dytryka. Związek ten osłabił więzi polsko-czeskie, zapowiadając rychłą zmianę sojuszy. Jeszcze w 983 roku Mieszko i Bolesław wspólnie przystąpili do kolejnego buntu przeciwko nowemu władcy Niemiec Ottonowi III. Mieszko jednak szybko odstąpił od Henryka Kłótnika i pojednał się z cesarzem. Następnie uczestniczył w wyprawie przeciwko Słowianom połabskim i być może samym Czechom. Walki nie ustały w kolejnych latach – w roku 990 doszło do wojny polsko-czeskiej, w której Wieleci stanęli po stronie Czechów, a Niemcy wsparli Mieszka. W efekcie konfliktu Mieszko przejął prawdopodobnie Śląsk i Małopolskę.
W okresie swojego stosunkowo długiego panowania Mieszko opanował także ziemię sandomierską (prawdopodobnie w latach siedemdziesiątych) i być może zhołdował Mazowsze (jeśli nie uczynił tego już jego ojciec). Podjął także współpracę ze Szwedami wymierzoną przeciw Duńczykom. Niewykluczone, że książę zdołał również podporządkować sobie na kilka lat Grody Czerwieńskie, następnie przejęte przez Ruś Kijowską.
Mieszko zmarł w roku 992, dzieląc swoje patrymonium między synów – przypuszczalnie zarówno tych z drugiego małżeństwa, jak i pochodzącego ze związku z Dobrawą Bolesława. Terytorium państwa u schyłku rządów Mieszka znane jest dzięki zachowanemu w regeście dokumentowi, oddającemu Polskę w opiekę stolicy apostolskiej (tzw. Dagome Iudex). Nie jest jasny cel wystawienia przez władcę tego pisma – być może stanowiło ono początek starań o utworzenie w państwie Polan odrębnej organizacji kościelnej lub miało zabezpieczać prawa synów z drugiego małżeństwa do tronu (Bolesław nie został wymieniony wśród wystawców).

### Panowanie Bolesława Chrobrego (992–1025)

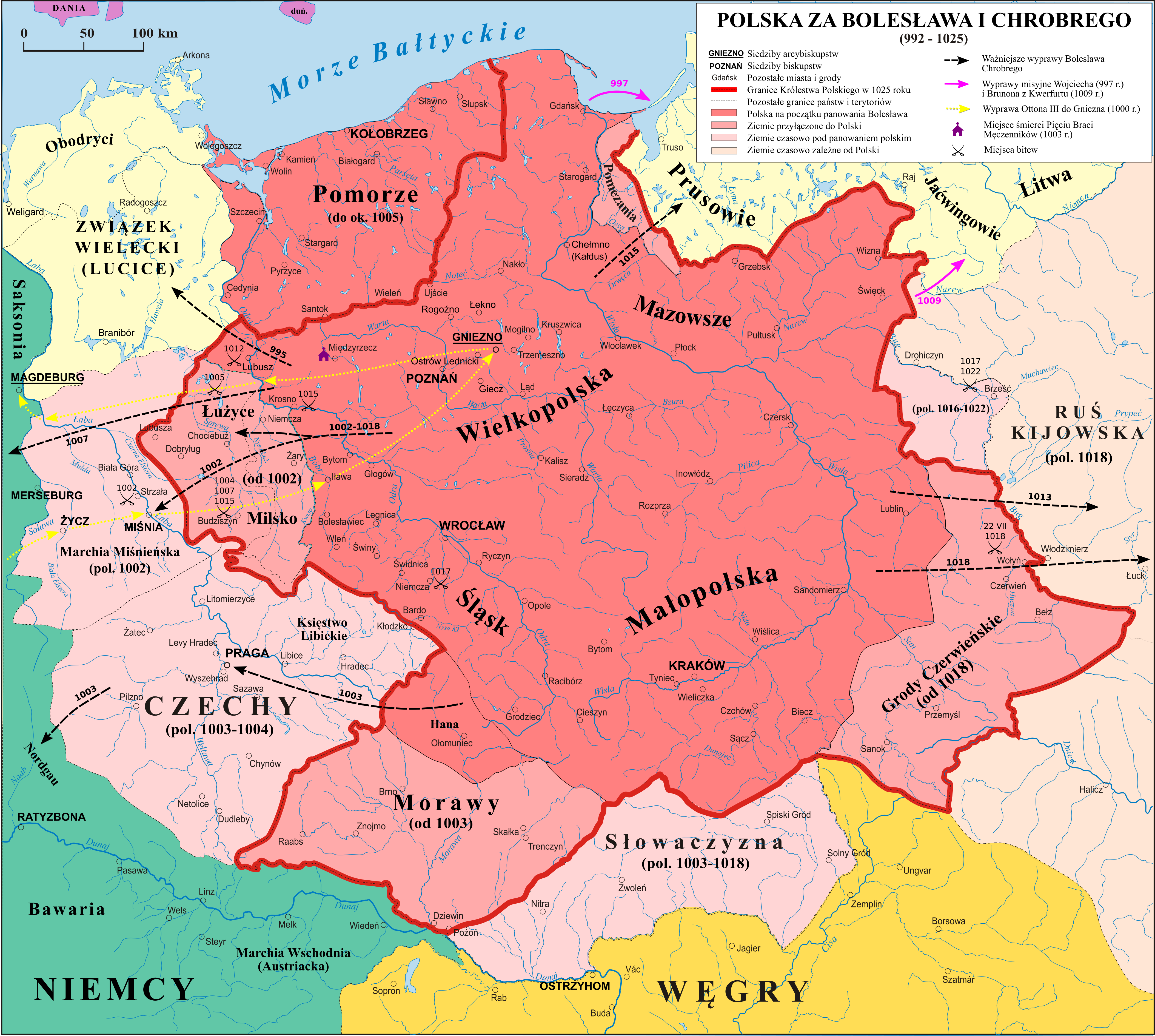
Państwo Bolesława Chrobrego

Władzę zwierzchnią przejął najstarszy z braci, Bolesław Chrobry. Początkowo współpracował on z królem niemieckim Ottonem III, a nawet wspomógł w 995 jego wyprawę na Słowian połabskich. Dopiero gdy Otton III wyruszył do Italii po cesarską koronę, książę Polski zdecydował się na wygnanie Ody oraz jej synów, a w rezultacie przejęcie pełni władzy w państwie. Doprowadziło to do chwilowego oziębienia w stosunkach polsko-niemieckich, które jednak trwało zaledwie kilka lat. Do ponownego zbliżenia doszło w efekcie dalszych problemów na Połabiu. Cesarz walczący ze Słowianami i zagrożony wojną domową z Sasami potrzebował silnego sojusznika, jakim mógł zostać Bolesław Chrobry. Przywrócenie dobrych relacji wynikało także z forsowanego przez Ottona III projektu utworzenia uniwersalistycznego cesarstwa chrześcijańskiego, w którego skład wejść miała na równorzędnych zasadach także Polska (Sclavinia).
Projekt ten pozwolił wzmocnić pozycję Polski. Przyczynkiem do tego była męczeńska śmierć biskupa Wojciecha, który zginął podczas misji chrystianizacyjnej wśród Prusów w roku 997. Jego rychła kanonizacja pozwoliła Chrobremu rozpocząć starania o utworzenie w Polsce niezależnej organizacji kościelnej. Przy poparciu cesarza synody rzymskie w latach 998–999 rozpatrzyły tę sprawę i wyświęciły brata św. Wojciecha, Radzima Gaudentego na arcybiskupa św. Wojciecha. W roku następnym Otton III przybył z pielgrzymką do gnieźnieńskiego grobu męczennika. Na tzw. zjeździe gnieźnieńskim doszło do wymiany podarunków i symbolicznego nałożenia Bolesławowi diademu na głowę przez cesarza. Utworzono także niezależną, polską organizację kościelną z arcybiskupstwem w Gnieźnie i trzema sufraganiami: w Krakowie, Wrocławiu i Kołobrzegu. Poza archidiecezją pozostało biskupstwo poznańskie Ungera, który dożywotnio miał zachować niezależność, jako biskup bezpośrednio podporządkowany stolicy apostolskiej. Bolesław wprawdzie nie został (wbrew twierdzeniu późniejszego kronikarza Galla Anonima) koronowany na króla, uzyskał jednak królewskie uprawnienie inwestytury biskupiej. Możliwe również, że wręczenie mu przez cesarza kopii włóczni św. Maurycego stanowiło symbol zwolnienia Polski od zależności trybutarnej. Około 1000 r. państwo piastowskie otrzymało też wymyśloną wtedy nazwę własną Polska (łac. Polonia / Polania) .
Dobre relacje załamały się po niespodziewanej śmierci młodego cesarza w 1002 roku. Bolesław wykorzystał wewnętrzne walki w Rzeszy i zajął ważny rejon przedpola Odry: Miśnię, Milsko i Łużyce. Kiedy władzę w Niemczech ostatecznie przejął Henryk Święty, zaakceptował on zdobycze Chrobrego, przekazując mu je na zasadzie lenna. Jedynie Miśnię oddał we władanie sprzymierzonemu z księciem polskim margrabiemu Guncelinowi. Relacje zostały unormowane, jednak zorganizowanie nieudanego zamachu na życie Bolesława przywróciło ryzyko konfliktu. Do wojny nie doszło, a książę Polski przystąpił do interwencji w Czechach, gdzie w roku 1003 zmarł książę Władywoj. Chrobry na tronie osadził wcześniej wygnanego Bolesława Rudego. Prawdopodobnie na prośby opozycji czeskiej w tym samym roku raz jeszcze wmieszał się w sprawy czeskie – oślepił Bolesława Rudego, a następnie sam objął tron w Pradze. Nagły wzrost pozycji władcy Polski zaniepokoił Henryka II, szczególnie gdy Bolesław Chrobry odmówił złożenia hołdu lennego z Czech.

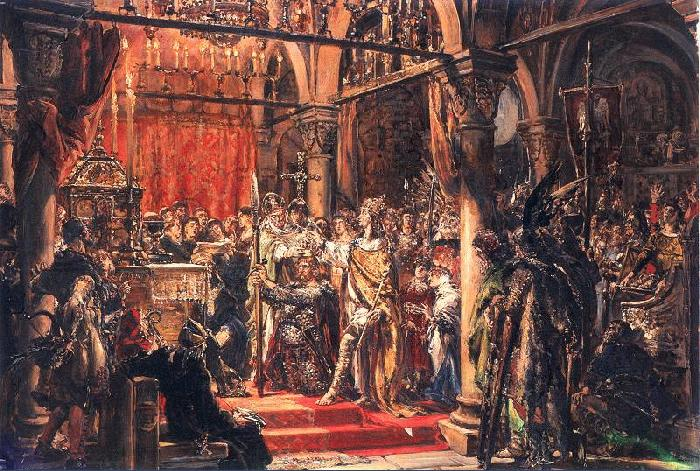
Koronacja pierwszego króla Polski, Jan Matejko

W roku 1003 Chrobry sam rozpoczął wojnę, atakując Miśnię. Henryk odpowiedział wyprawą zbrojną w roku następnym. Pierwsza ofensywa nie odniosła skutku, ale już na jesieni władca Rzeszy zaatakował Czechy i obalił władzę Bolesława w tym państwie. Przy Polsce pozostały Morawy i Słowaczyzna. Następnie Henryk zdobył Milsko, a w roku 1005 dotarł ze swymi wojskami aż pod Poznań. Wtedy zawarto układ pokojowy, na mocy którego Bolesław prawdopodobnie zrzekł się Milska i Łużyc. Henryk wkrótce wypowiedział rozejm, w efekcie czego Bolesław Chrobry w 1007 roku najechał ziemie arcybiskupstwa magdeburskiego. Następnie bez większych problemów odzyskał Budziszyn. Kontrofensywa Henryka ruszyła dopiero w 1010 roku, nie przyniosła jednak żadnych skutków poza miejscowymi zniszczeniami na Śląsku.
W roku 1012 zawarto rozejm na pięć lat. Bolesław złamał jego postanowienia i najechał ponownie Łużyce, jednak mimo to w 1013 roku doszło do porozumienia. Władca Polski złożył hołd Henrykowi, w zamian najprawdopodobniej otrzymując w lenno Milsko i Łużyce, a także pomoc zbrojną w wyprawie na Ruś. Wyprawa ta wyruszyła wkrótce po unormowaniu stosunków z Niemcami, nie są jednak znane jej skutki. W roku 1015 ponownie wybuchła wojna między cesarzem i Bolesławem Chrobrym. Polski władca odmówił wsparcia wyprawy Henryka do Italii, a także podjął próby spiskowania przeciw niemu z księciem czeskim. Doprowadziło to do cesarskiej interwencji w Polsce, która jednak zakończyła się niepowodzeniem. Henryk II zaatakował Bolesława raz jeszcze w 1017 roku – ponownie nie odnosząc sukcesu (obrona Niemczy). 30 stycznia 1018 roku zawarto ostatecznie pokój w Budziszynie. Ostatecznym zwycięzcą konfliktu okazał się Bolesław, który zapewne zachował Milsko i Łużyce, już nie jako lenno, ale swoją własność.
Wkrótce po zawarciu pokoju w Budziszynie, Bolesław ponownie najechał Ruś, tym razem w obronie praw księcia Świętopełka do tronu. W efekcie najazdu splądrował Kijów, wywożąc z niego liczne łupy. W roku 1024 zmarł Henryk II, a Bolesław wykorzystał zmiany w Niemczech na swoją korzyść i 18 kwietnia 1025 roku został koronowany na króla. Być może koronacji tej arcybiskup gnieźnieński dokonał na rozkaz królewski, bez zgody ze strony stolicy apostolskiej. Wskazuje na to brak zachowanej bulli papieskiej zezwalającej na koronację oraz liczne oskarżenia ze strony kronikarzy i rocznikarzy niemieckich. W kilka miesięcy później Bolesław zmarł. Pozostawił synom państwo powiększone o Milsko, Łużyce, Morawy, Słowację i Grody Czerwieńskie. Utracił istotne dla wymiany handlowej Pomorze Zachodnie, które usamodzielniło się podczas walk z Niemcami.
Za jego rządów Polska zyskała też silną pozycję polityczną – stała się liczącym państwem europejskim z niezależną prowincją kościelną, dzięki koronacji wyniesionym do równorzędnej z innymi królestwami chrześcijańskimi pozycji. Z drugiej strony, agresywna polityka pierwszego króla Polski pozostawiła dziedzictwo konfliktów zewnętrznych, jak i była źródłem obciążeń nakładanych na mieszkańców kraju, wiodących do wyczerpania jego zasobów ekonomicznych. Zainicjowane w ten sposób destruktywne procesy już niedługo zachwiały wczesnopiastowską monarchią.

### Pierwsze panowanie Mieszka II Lamberta (1025–1031)

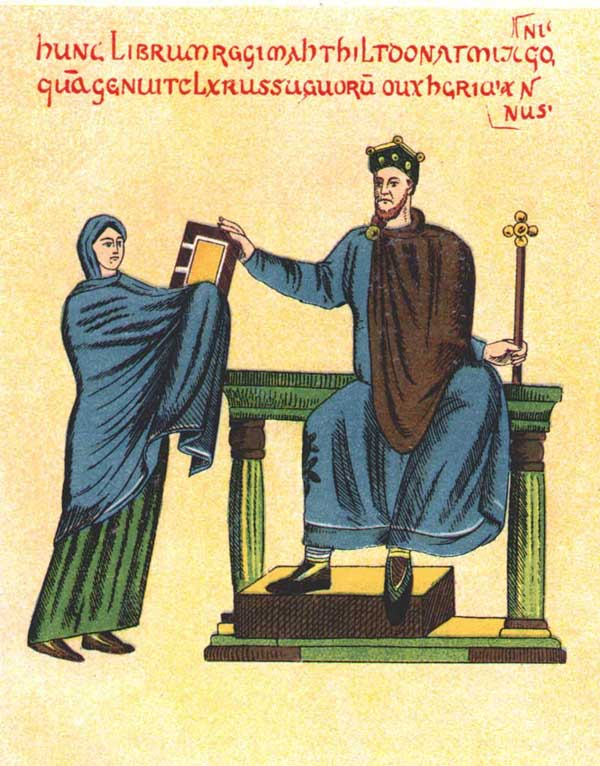
Księżna Matylda wręcza księgę liturgiczną Mieszkowi II

Mieszko II przejął władzę po ojcu, po czym prawdopodobnie wygnał z kraju dwóch swoich braci. Następnie jeszcze w 1025 roku koronował się na króla Polski. Być może ponownie była to koronacja bezprawna. Mieszko II starał się kontynuować ekspansjonistyczną politykę Bolesława Chrobrego. Przystąpił do opozycji niemieckiej skupionej wokół księcia szwabskiego Ernesta II i w roku 1028 dokonał niszczycielskiego najazdu na Saksonię, rozpoczynając wojnę z Niemcami. Cesarz Konrad II odpowiedział rok później wyprawą odwetową na Milsko i Łużyce, która jednak nie odniosła rezultatu.
Prawdopodobnie w tym samym czasie książę czeski Udalryk (Oldrzych) zajął Morawy  i Słowację. Być może Mieszko raz jeszcze najechał Saksonię w 1030 roku. Jeśli nawet doszło do tego ataku, to był on już ostatnią akcją zaczepną polskiego króla. W tym samym roku książę ruski Jarosław Mądry zajął Bełz, a przy współudziale braci Mieszka, Ottona i Bezpryma doszło do zmontowania koalicji niemiecko-ruskiej. Wspólna, koncentryczna ofensywa doprowadziła do upadku władzy królewskiej w Polsce. Najpierw od państwa odpadły Łużyce i Milsko, a następnie Grody Czerwieńskie. Mieszko II zbiegł z kraju, a władzę w Polsce przejął Bezprym.

### Okres rządów Bezpryma i ponownej władzy Mieszka II (1031–1034)
Dzielnica Dytryka
     Dzielnica Ottona
     Dzielnica Mieszka II

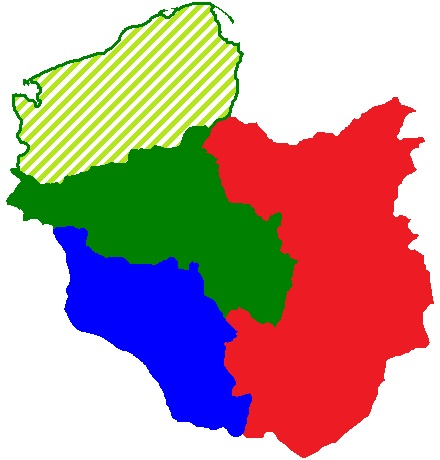
Przypuszczalny podział Polski na trzy dzielnice uzgodniony na zjeździe w Merseburgu (1032-1033):
Dzielnica Dytryka
Dzielnica Ottona
Dzielnica Mieszka II

Bezprym prawdopodobnie przejął władzę dzięki oddziałowi zbrojnych uzyskanemu od księcia Jarosława (bezpośrednia interwencja wojsk Jarosława w centralnych prowincjach kraju, mająca na celu osadzenie nowego księcia na tronie, nie znajduje jednak potwierdzenia źródłowego). Być może wykorzystał hasła antykościelne i antypaństwowe, które pozwoliły mu zyskać zwolenników wśród społeczeństwa przymuszanego do wysokich świadczeń na rzecz administracji, armii i Kościoła. Niektórzy historycy przyjmują, że mógł on nawet stanąć na czele powstania ludowego, co według części koncepcji mogło być z kolei przyczyną pominięcia jego osoby przez kronikarzy polskich. Po przejęciu władzy Bezprym odesłał Konradowi II polskie insygnia koronacyjne, tym samym rezygnując z korony królewskiej i uznając prymat cesarza. Następnie rozpoczął okres brutalnych rządów, wymierzonych zapewne przede wszystkim w tę część elit, która wciąż popierała obalonego króla. Po kilku miesiącach Bezpryma zamordowano, prawdopodobnie z inicjatywy obu jego braci.
Mieszko tymczasem po ucieczce do Czech został uwięziony przez księcia Udalryka i jakoby wykastrowany. Miało to być karą za oślepienie przez Bolesława Chrobrego księcia czeskiego Bolesława III Rudego. Udalryk uwolnił Mieszka dopiero po śmierci Bezpryma, księciu nie udało się jednak odzyskać pełni władzy. Zagrożony interwencją cesarską zgodził się w 1032 roku w Merseburgu na podział państwa między trzech ubiegających się o tron pretendentów: siebie, Ottona Bolesławowica i Dytryka, który był synem jednego z braci Bolesława Chrobrego. Mieszko otrzymał prawdopodobnie Małopolskę i Mazowsze, Otto Śląsk, natomiast Dytryk Wielkopolskę. Inna propozycja podziału zakłada, że Mieszkowi przypadła stołeczna Wielkopolska, a pozostałe dzielnice przejęli Otto i Dytryk. Dodatkowo dotychczasowy król zrzekł się korony i swojego tytułu. Dopiero po śmierci Ottona w 1033 roku Mieszko przejął jego dzielnicę, a następnie wygnał Dytryka i ponownie zjednoczył państwo Piastów. Zmarł w rok później w osłabionym i okrojonym terytorialnie kraju.

### Pierwsze panowanie Kazimierza Odnowiciela i kryzys państwa (1034–1039)

Terytorium państwa Miecława

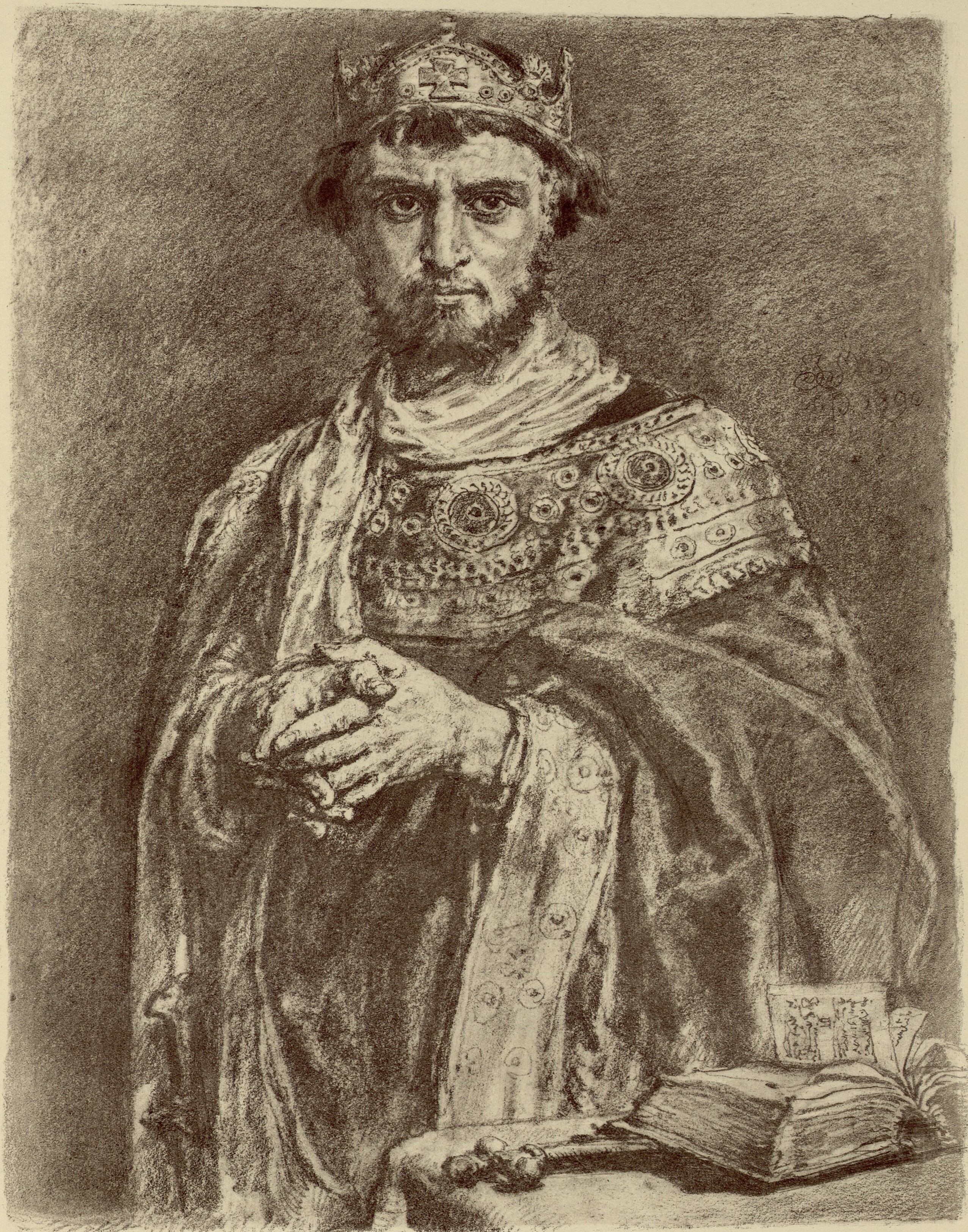
Kazimierz Odnowiciel według Jana Matejki

Jedynym następcą tronu był książę Kazimierz, co zapobiegło kolejnym walkom dynastycznym. Przejął on władzę w bardzo niekorzystnej sytuacji, kiedy państwo było zdezorganizowane, a Mazowsze całkowicie się usamodzielniło pod rządami dawnego cześnika Miecława. O pierwszym panowaniu Kazimierza wiadomo niewiele. Z relacji Galla Anonima wynika, że Kazimierz nie był w stanie opanować separatyzmu mazowieckiego. Być może przykład Miecława skłonił do buntu również innych wielmożów. Około 1037 roku doszło do wystąpień możnowładczych i powstania ludowego w efekcie których książę zmuszony został do opuszczenia kraju.
Po raz pierwszy państwo polskie pozbawione zostało panującego monarchy, co sprawiło, że stało się ono łatwym celem dla sąsiadów. Sytuację wykorzystał książę czeski Brzetysław I, który w 1038 roku najechał Małopolskę, prawdopodobnie splądrował Kraków, zajął główne grody Wielkopolski i zniszczył katedrę gnieźnieńską, zabierając zarówno bogate wyposażenie, jak i relikwie świętego Wojciecha i Pięciu Braci Męczenników. Najazd oraz powstanie ludowe z 1037 r. doprowadziły do upadku administracji kościelnej. Rozkładowi uległy także struktury wojskowe i administracyjne, nie jest jednak jasne, na ile doszło do anarchii, a na ile do wytworzenia się systemu rządów możnowładczych. Załamanie się systemu władzy zwierzchniej doprowadziło też przypuszczalnie do usamodzielnienia się Pomorza Wschodniego, choć region ten mógł uzyskać niezależność już za poprzedniego kryzysu związanego z panowaniem Bezpryma.
Niewyjaśnione pozostaje także to, jaki związek z kryzysem rządów Kazimierza mogło mieć wspomniane już powstanie ludowe. Zaburzenia o charakterze antychrześciańskim i antyfeudalnym w Polsce wspominane są niezależnie przez źródła niemieckie, czeskie i ruskie, a także Kronikę Polską Galla Anonima. Ze względu na spore rozbieżności w datacji wydarzeń, nie jest możliwe bezsporne określenie kiedy dokładnie do nich doszło. Tradycyjnie w historiografii powstanie ludowe wiązano z upadkiem rządów Kazimierza (lata 1034–1038) lub najazdem Brzetysława (po 1038), który mógł poprzez zniszczenie głównych ośrodków nowej wiary rozbudzić w społeczeństwie antychrześcijańskie nastroje. Ostatnio spore poparcie zyskała także wspomniana już koncepcja, przenosząca zaburzenia na tle religijnym na okres rządów Bezpryma (1031). Szerszego poparcia nie zyskała natomiast hipoteza, zgodnie z którą do pierwszych zaburzeń miało dojść wcześniej, już za rządów Bolesława Chrobrego (1022) .
Kazimierz opuścił kraj i zbiegł na Węgry, gdzie został prawdopodobnie uwięziony przez króla Stefana. Dopiero po jego śmierci udał się do Niemiec. Wykorzystał przygotowania cesarza Konrada II do wojny z Brzetysławem i przy jego wsparciu wojskowym w roku 1039 powrócił do Polski.

### Drugie panowanie Kazimierza Odnowiciela (1039–1058)

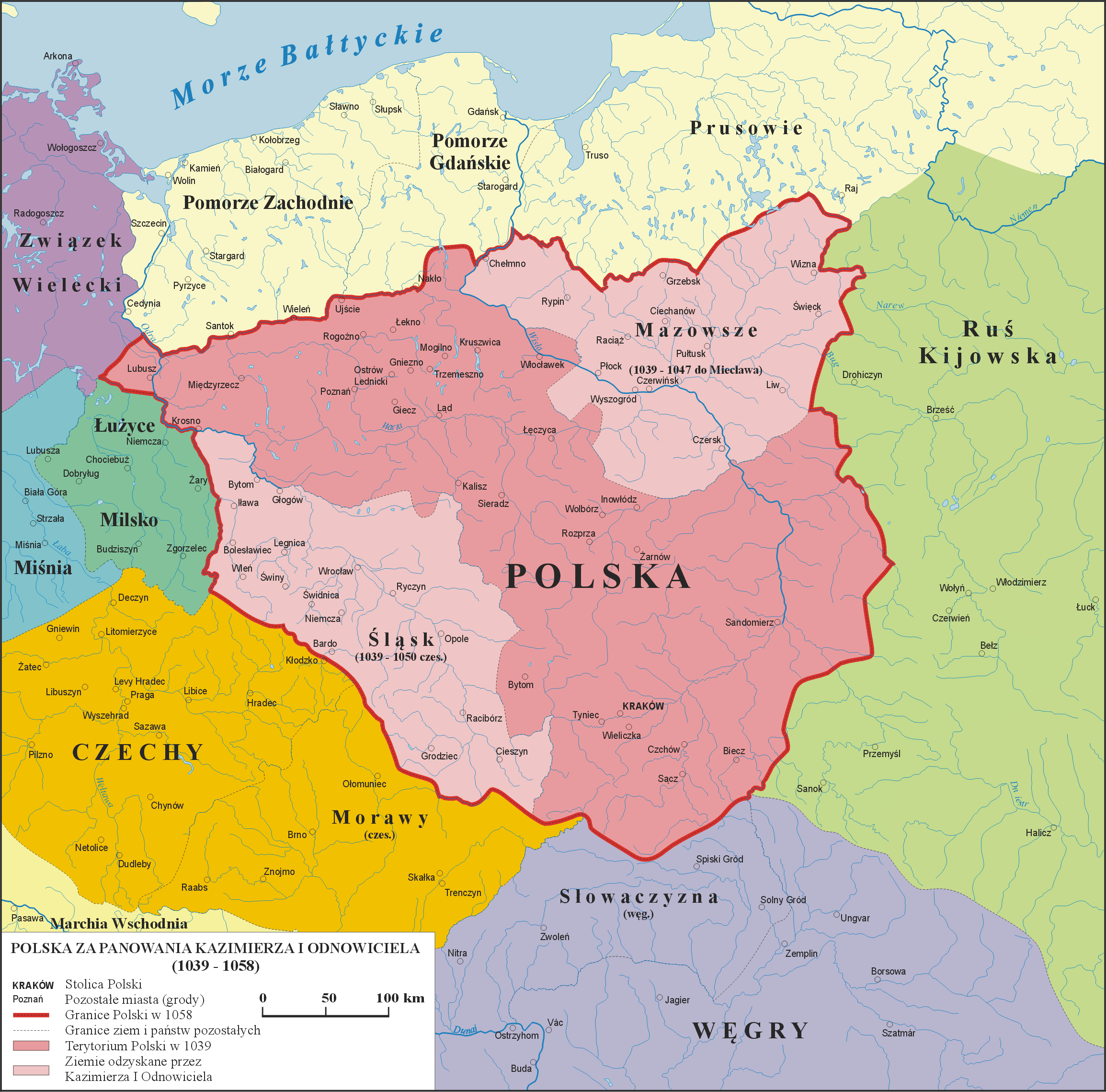
Polska za panowania Kazimierza I Odnowiciela

Kazimierz powrócił do Polski ze zbrojną eskortą 500 rycerzy niemieckich, zdławił powstanie ludowe, odbudował państwo i przywrócił w kraju religię chrześcijańską. Przypuszcza się, że uzyskał poparcie możnowładztwa, które zrozumiało konieczność istnienia władzy centralnej. Ze względu na zniszczenia poczynione przez Brzetysława w Wielkopolsce Kazimierz przeniósł prawdopodobnie swoją główną siedzibę do Krakowa. Zapoczątkowało to prymat Krakowa, który od czasów Kazimierza uznawany był za stolicę państwa.
Następnie książę przystąpił do walk z księciem czeskim mających na celu odzyskanie Śląska, utraconego w efekcie najazdów w 1038 roku. Wpierw działał przy wsparciu cesarskim, potem już samodzielnie. Czterokrotnie najeżdżał Śląsk, aż w końcu terytorium to zostało mu przyznane w 1054 roku w zamian za płacony corocznie władcy Czech trybut w wysokości 500 grzywien srebra i 30 grzywien złota. Równocześnie z walkami w Czechach Kazimierz prowadził kampanię mającą na celu odzyskanie Mazowsza. Prawdopodobnie w 1047 roku przy wsparciu księcia ruskiego Jarosława Mądrego pokonał Miecława i ponownie przyłączył zbuntowaną prowincję do Polski. Książę próbował także podporządkować sobie Pomorze, działania te jednak zapewne nie doprowadziły do przywrócenia polskiej zwierzchności nad tym obszarem.
Książę przyczynił się również do odbudowy organizacji kościelnej. Wykorzystał zapewne fakt, że jego wuj Herman był arcybiskupem Kolonii. Źródłem kadr kapłańskich mógł być także klasztor w Brauweiler, rodzinna fundacja Ezzona i Matyldy, rodziców Rychezy. Prawdopodobnie wraz z księciem przybył do Polski Aron, późniejszy biskup krakowski wyposażony przez papieża dodatkowo w paliusz – symbol uprawnień arcybiskupich. Rozpoczął on dzieło rekonstrukcji stałej organizacji kościelnej po zaburzeniach lat trzydziestych. Działania jego niewątpliwie utrudniała szczególnie drażliwa sytuacja na Śląsku. Przypuszczalnie papież Leon IX na początku lat pięćdziesiątych ponownie ustanowił tu biskupstwo, ale podporządkował je metropolii w Magdeburgu, a nie w Gnieźnie. Z Kazimierzem łączy się też m.in. fundację opactwa benedyktyńskiego w Tyńcu, przez tradycję datowaną na rok 1044.
Kazimierz zmarł w roku 1058, przekazując synom państwo o odtworzonych strukturach władzy, a także znacznie szerszym niż w roku 1034 zasięgu terytorialnym. Składały się na nie Wielkopolska, Kujawy, Małopolska, Mazowsze i Śląsk. Poza granicami pozostała południowo-wschodnia część Śląska, a także Pomorze, Milsko, Łużyce i Grody Czerwieńskie.

### Panowanie Bolesława Szczodrego (Śmiałego) (1058–1079)

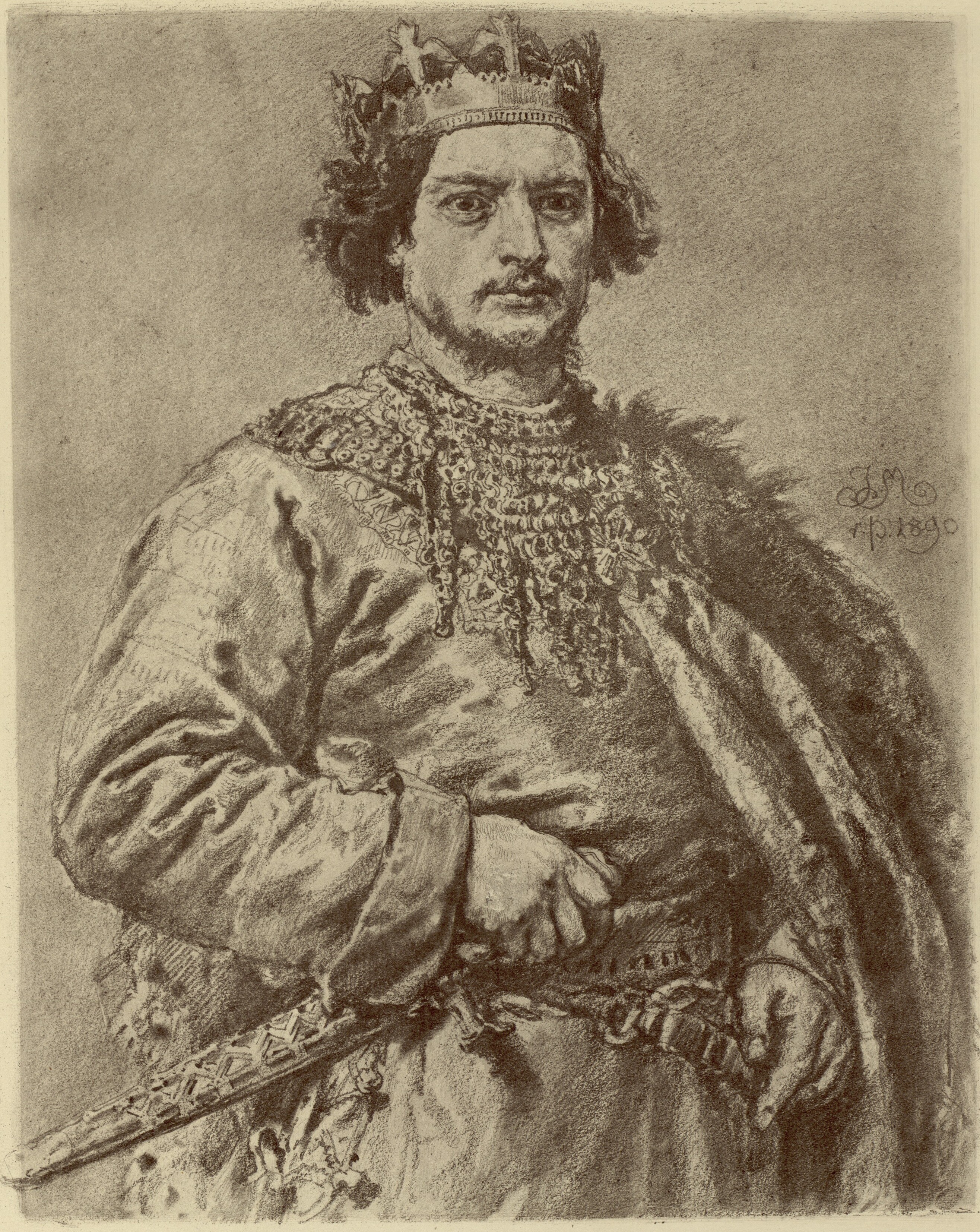
Bolesław II Szczodry według Jana Matejki

Po śmierci Kazimierza władzę zwierzchnią objął jego najstarszy syn, Bolesław. Swoje dzielnice otrzymali prawdopodobnie także dwaj bracia nowego księcia: Władysław Herman Mazowsze, a Mieszko Kujawy z Kruszwicą. Bolesław w pierwszych latach panowania kontynuował ostrożną politykę swojego ojca, jednak już około 1060 roku przystąpił do walk ze swoim południowym sąsiadem. Pierwszy najazd na Czechy zakończył się porażką, a spór zażegnano poprzez małżeństwo siostry księcia Świętosławy z Wratysławem II. Stosunki ponownie pogorszyły się w efekcie konfliktu dynastycznego na Węgrzech. Po śmierci związanego z Polską króla Beli doszło do walk między popieranym przez cesarstwo i Czechy Salomonem oraz jego braćmi stryjecznymi Gejzą i Władysławem.
Bolesław początkowo nie zdecydował się na bezpośrednią interwencję, jednak narastający konflikt z Czechami doprowadził do zaprzestania płacenia trybutu ze Śląska i trwających latami wzajemnych najazdów polsko-czeskich. Książę Polski zignorował próby dyplomatycznego rozwiązania konfliktu przez władcę Niemiec Henryka IV, co skłoniło cesarza do zorganizowania wyprawy na państwo Piastów. Kampania ostatecznie nie doszła do skutku, ponieważ w Rzeszy w 1073 roku wybuchło powstanie saskie. W tej sytuacji Bolesław mógł pozwolić sobie na większą swobodę w stosunkach z sąsiadami. Na węgierskim tronie osadził Gejzę I, zorganizował także dwie wyprawy na Ruś w obronie księcia Izjasława. Władca ten dzięki polskiej interwencji w 1069 roku odzyskał tron, został jednak wygnany w cztery lata później. Bolesław odmówił ponownej pomocy, ale zmienił zdanie, zapewne ulegając prośbie papieża i w roku 1076 raz jeszcze osadził Izjasława na tronie, choć potraktował go dość brutalnie.
Kontakty ze stolicą apostolską nie ograniczały się do spraw ruskich. Wobec sporu o inwestyturę między Henrykiem IV i Grzegorzem VII książę Polski opowiedział się po stronie papieża. Umożliwiło mu to odtworzenie organizacji kościelnej w latach 1075–1076 i koronację 25 grudnia 1076 roku.
Stan polskiego kościoła w 1075 znany jest dzięki zachowanemu listowi Grzegorza VII skierowanemu do polskiego księcia. Biskupi mieli być nieliczni i pozbawieni stałych siedzib. Misję naprawy tej sytuacji powierzono legatom papieskim, którzy prawdopodobnie zwołali na przełomie lat 1075/1076 specjalny synod, być może z udziałem biskupów saskich. Nowy podział zakładał istnienie metropolii gnieźnieńskiej z czterema sufraganiami: krakowską, wrocławską, poznańską i płocką. Na arcybiskupa ordynowany został Bogumił.
Silnej pozycji króla zagroził konflikt z biskupem krakowskim Stanisławem ze Szczepanowa. Spór zapewne miał głębsze podłoże niż osobista niesubordynacja duchownego, choć ze względu na skąpość relacji źródłowych nie jest możliwe jego odtworzenie. Być może podczas wyprawy Bolesława na Ruś w kraju doszło do zaburzeń społecznych w majątkach rycerskich. W efekcie część wojów króla polskiego zdezerterowała, wróciła do Polski i rozpoczęła tłumienie buntów. Represje dotknąć miały nie tylko ludność z majątków rycerskich, ale także współpracujących z nią wolnych poddanych króla. Brutalne działanie rycerzy, jak i sama dezercja z wyprawy wojennej miały skłonić władcę do gwałtownej reakcji. Wobec rozpalającego się konfliktu prawdopodobnie uaktywniła się opozycja możnowładcza, której przedstawicielem lub nawet przywódcą miał być Stanisław ze Szczepanowa.
Prawdopodobnie stanął on po stronie rycerzy, a może nawet zagroził królowi klątwą. W odpowiedzi Bolesław miał go skazać za zdradę na obcięcie członków. Według późniejszej tradycji, zawartej w kronice Wincentego Kadłubka, nie doszło do formalnej egzekucji, lecz mordu dokonanego osobiście przez władcę. Ta wersja wydarzeń, choć mało realna, nie jest wykluczana przez dzisiejszych historyków. Po śmierci Stanisława zapewne wybuchł bunt możnowładców, który zmusił Bolesława do ucieczki z kraju i udania się na Węgry. Niejasny jest udział w rebelii brata księcia, Władysława Hermana. W starszej historiografii jego postać często łączono bezpośrednio z opozycjonistami. Dzisiaj przyjmuje się raczej, że przejął on władzę dopiero po obaleniu Bolesława, z namowy elit do których mógł należeć m.in. późniejszy wojewoda Sieciech.
Bolesław, udając się na Węgry, zapewne planował uzyskać pomoc wojskową od króla Władysława, którego brata i poprzednika sam osadził na węgierskim tronie. Nie udało mu się jednak przekonać Władysława do interwencji, a wkrótce zmarł w niejasnych okolicznościach.

### Panowanie Władysława Hermana (1079–1102)

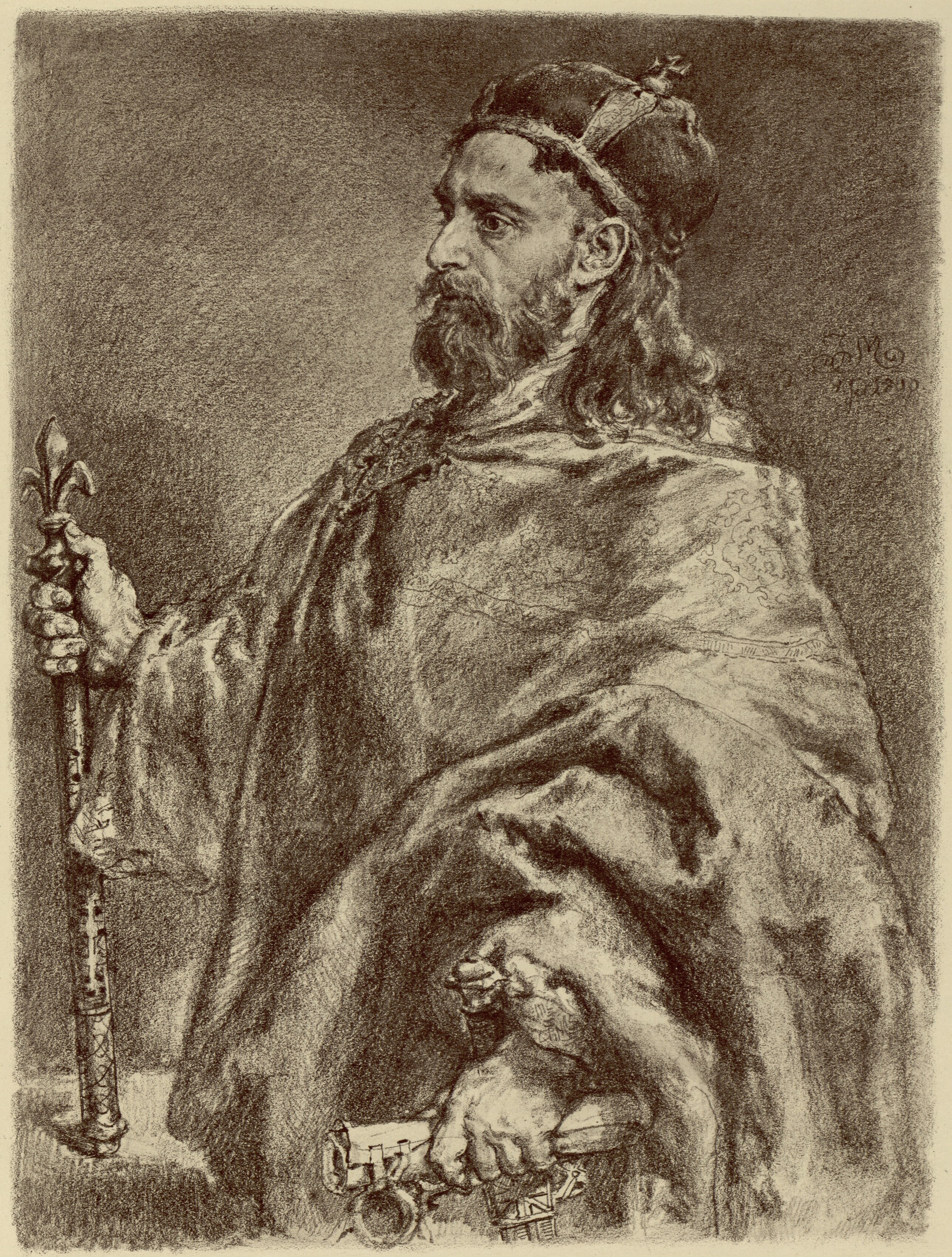
Władysław I Herman

Władysław Herman zdecydował się przejąć władzę w państwie prawdopodobnie dopiero po śmierci Bolesława, czyli w 1081 lub 1082 roku. Od początku prowadził ostrożną politykę, dbając o dobre kontakty z Czechami i Węgrami. Zrezygnował także z korony i przystąpił do obozu cesarskiego. Od momentu objęcia tronu posiadał słabą pozycję w państwie, a realna władza należała do jego palatyna Sieciecha z rodu Toporczyków. Prawdopodobnie to on zdecydował o otruciu syna Bolesława Śmiałego, Mieszka i wysłaniu do męskiego klasztoru pierwszego syna Władysława Hermana, Zbigniewa, który według relacji Galla Anonima miał pochodzić z nieprawego łoża. Poparcie zyskał dzięki wyprawom na Pomorze Gdańskie w 1090, które miały pozwolić na przyłączenie tego terytorium do państwa Piastów. Wojna zakończyła się jednak niepowodzeniem, co podkopało pozycję palatyna. Jego wrogowie zbiegli do Czech, gdzie zyskali poparcie Brzetysława II, a następnie uwolnili księcia Zbigniewa. W tym samym czasie (około 1092) polski władca zaprzestał płacenia trybutu ze Śląska.

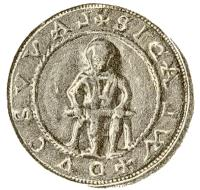
Rekonstrukcja pieczęci Władysława Hermana z dokumentu dla katedry w Bambergu

W 1093 z inspiracji emigrantów doszło do buntu na Śląsku. Tamtejszy komes Magnus podporządkował się Zbigniewowi. Równocześnie doszło do najazdu czeskiego. Brzetysław złupił Śląsk i opanował ziemię kłodzką. Władysław Herman zmuszony został do rozpoczęcia wojny domowej, mającej na celu przywrócenie jedności kraju. Po pierwsze wznowił płacenie trybutu, tym samym normując stosunki z Czechami. Brzetysław II w zamian przekazał ziemię kłodzką jako lenno małoletniemu synowi Władysława, Bolesławowi Krzywoustemu. Władca Polski następnie zaplanował atak na buntowników przy wsparciu wojsk węgierskich. Węgrzy jednak ostatecznie nie tylko nie udzielili księciu pomocy, ale nawet podjęli nieudaną próbę porwania Władysława i Sieciecha. Polskie rycerstwo odmówiło samotnej walki, przez co książę został zmuszony do ugody z opozycjonistami. Uznał prawa Zbigniewa i przekazał mu w zarząd Śląsk. Z decyzją tą nie zgodził się Sieciech. Pozyskał on część możnych śląskich i zaatakował Zbigniewa. Następnie pokonał buntowników i uwięził księcia. Wprawdzie odniósł zwycięstwo, jednak jego pozycja została znacznie osłabiona. Bunt zakończył się w latach 1093–1096.
Pod wpływem opozycji, skupionej przypuszczalnie wokół konkurującego z Toporczykami możnego rodu Awdańców i Kościoła, w 1097 Władysław Herman przywrócił do łask księcia Zbigniewa, a następnie powierzył obydwu synom dowództwo nad wojskiem mającym zaatakować Pomorze. Do wyprawy nie doszło, bowiem bracia wspólnie wystąpili przeciw ojcu i Sieciechowi. Zagrożony Władysław zgodził się na podział państwa – Śląsk przekazał Bolesławowi, Wielkopolskę Zbigniewowi, sam natomiast zachował Małopolskę i Mazowsze. Sytuacja ta nie zadowoliła braci, szczególnie, że Władysław (a w rzeczywistości Sieciech) zachował prawo mianowania naczelników grodowych, a Bolesławowi przydzielono mającego kontrolować jego działania opiekuna. W efekcie walki wznowiono i trwały one do 1100 lub 1101 roku, kiedy ostatecznie obalono Sieciecha. Wkrótce kresu dobiegły także rządy Władysława Hermana, który zmarł w 1102.

### Wspólne rządy Bolesława Krzywoustego i Zbigniewa (1102–1107)

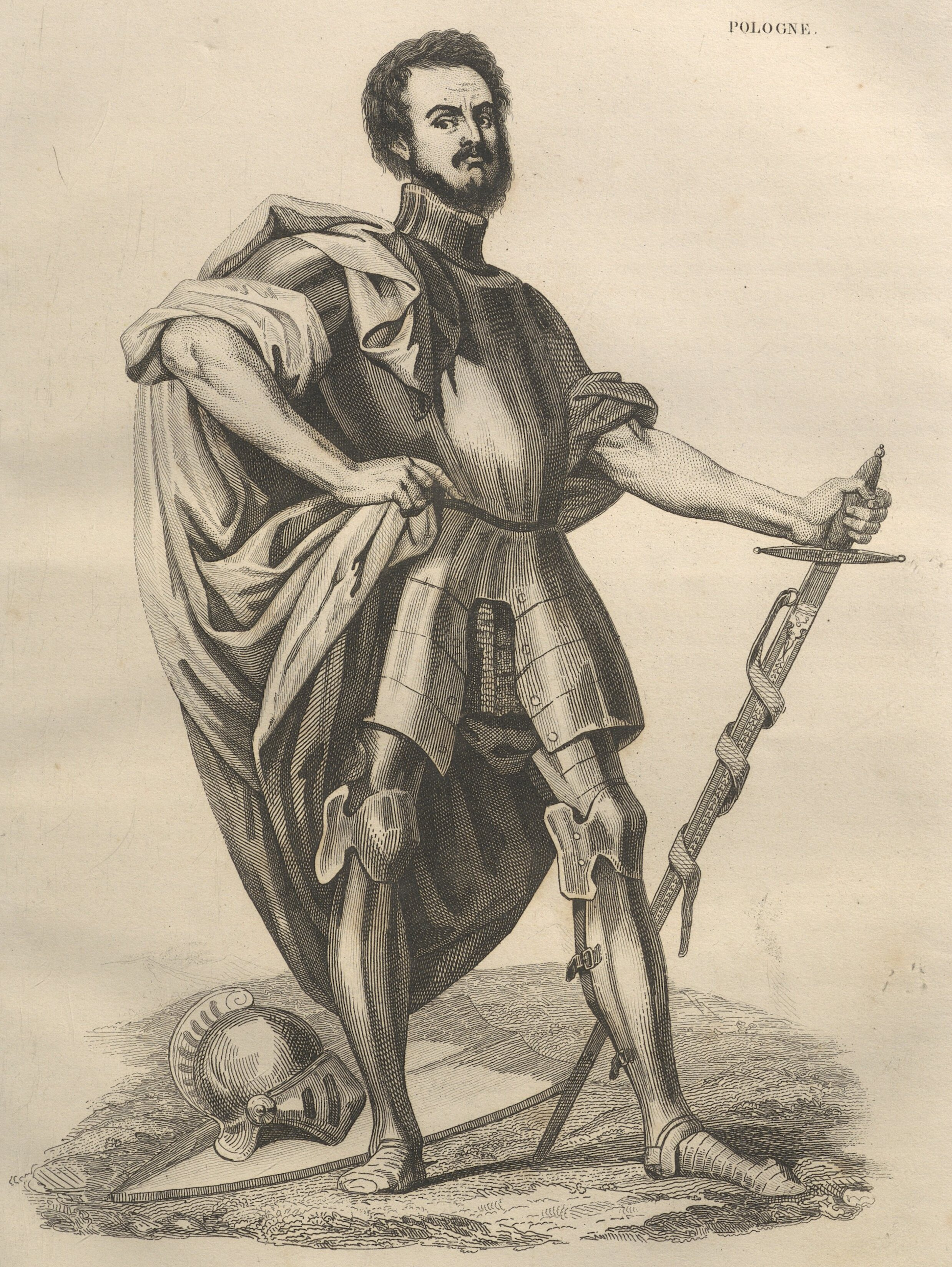
Zbigniew...

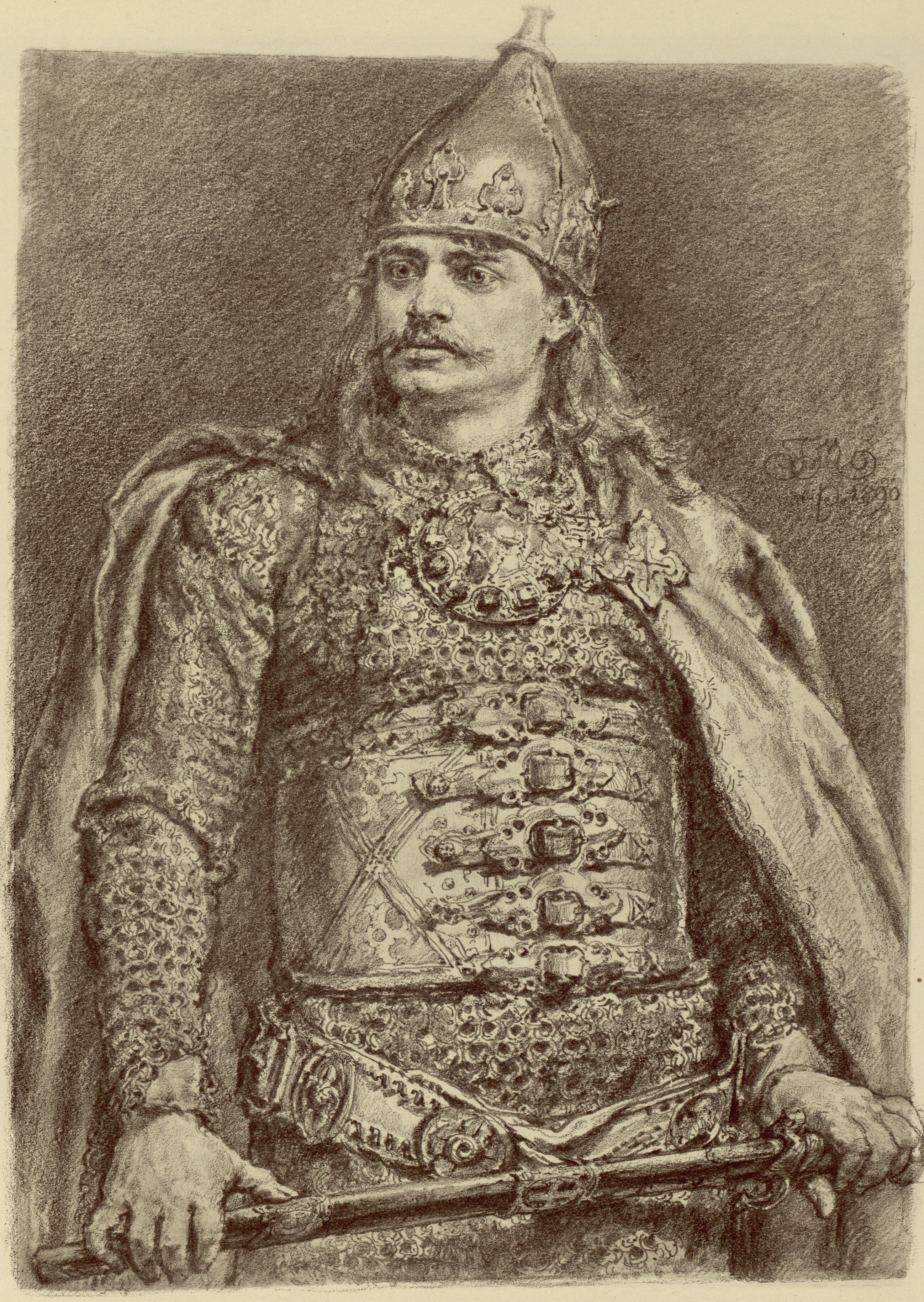
...i jego brat Bolesław

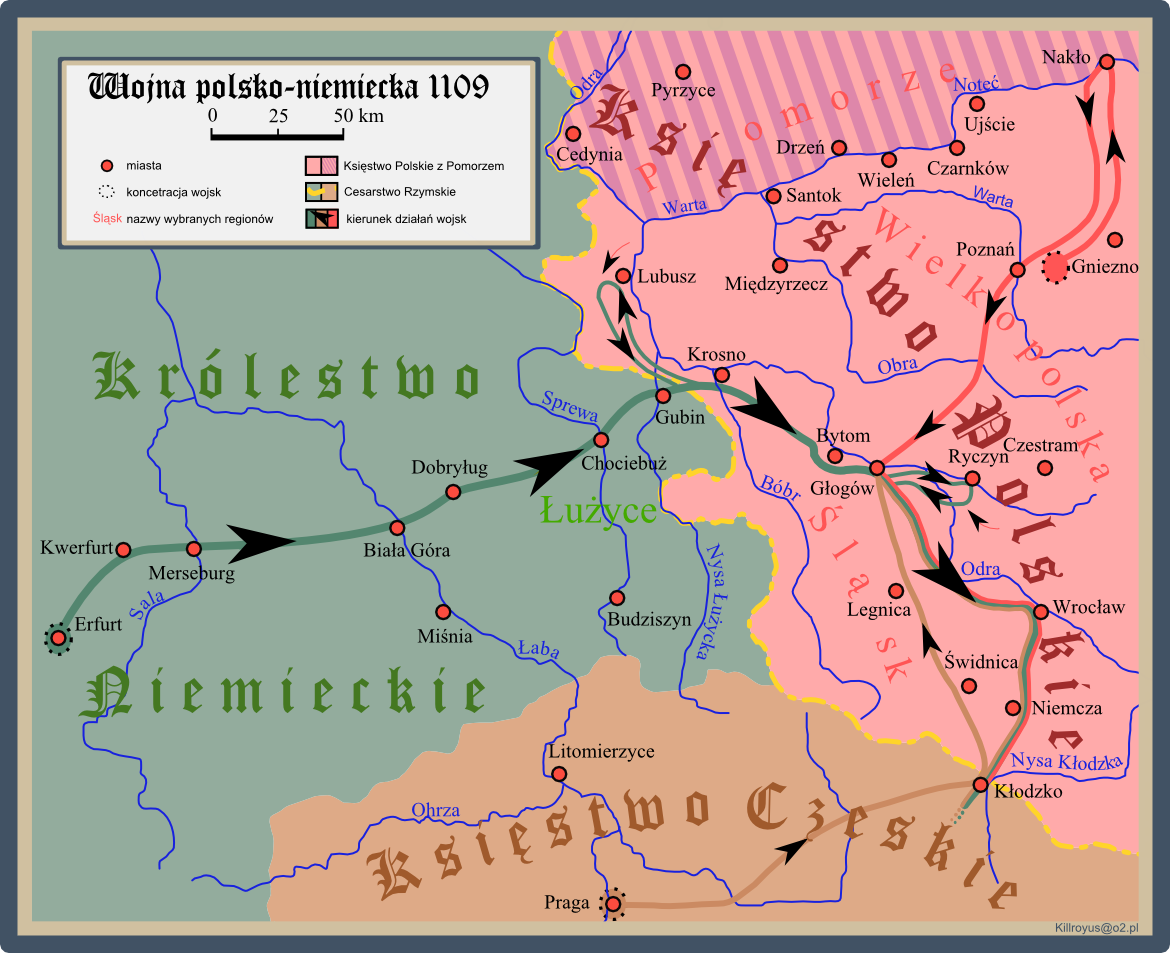
Mapa ukazująca przebieg wojny polsko-niemieckiej w 1109

Po śmierci Władysława Hermana powstały dwa państwa, których władcy posiadali równą pozycję: wielkopolsko-mazowieckie Zbigniewa i małopolsko-śląskie Bolesława. Wprawdzie Zbigniew ze względu na starszeństwo był prawdopodobnie formalnie władcą nadrzędnym, jednak nawet jeśli, to Bolesław od początku nie uznawał tego faktu. Bracia prowadzili niezależną politykę zagraniczną, a brak jasnego rozstrzygnięcia kwestii zwierzchnictwa sprawiał, że konflikt między nimi był jedynie sprawą czasu. Sporną kwestią pozostawała przede wszystkim polityka pomorska. Zbigniew przejawiał pokojowe zamiary wobec północnego sąsiada, podczas gdy Bolesław zorganizował 5 łupieżczych wypraw na Pomorzan. Najazdy odwetowe dotykały jedynie państwa Zbigniewa. W tej sytuacji Zbigniew szukał porozumienia z Czechami, mającego dać mu możliwość szachowania brata. Bolesław zdecydował się tymczasem na zbliżenie z Rusią i Węgrami, a następnie w 1105 wraz z królem węgierskim Kolomanem najechał Czechy. Przez pierwsze lata konflikt między braćmi ograniczał się właśnie do montowania koalicji i walki z sojusznikami konkurenta. Zarazem około 1106 bracia zawarli układ, według którego mieli prowadzić wspólną politykę zagraniczną i nie wchodzić przeciw sobie w sojusze. Umowa ta okazała się bardzo nietrwała, choć nie jest jasne, który z władców jako pierwszy otwarcie wystąpił przeciwko bratu. Według czeskiej Kroniki Kosmasa był to Zbigniew, który już w 1103 podniósł broń przeciw Bolesławowi, bezskutecznie starając się o wsparcie czeskie. Gall Anonim przypisywał natomiast inicjatywę Bolesławowi, który jako syn z prawego łoża poczuwał się do bycia przyrodzonym władcą całej Polski.
W 1106 udało mu się rozbić sojusz Zbigniewa z księciem czeskim Borzywojem II. Wykorzystał ten sukces i zaatakował brata, oskarżając go o potajemne kontakty z Czechami. Bez większych problemów zajął Wielkopolskę, a następnie Mazowsze. Przejął władzę zwierzchnią w państwie, a bratu nadał jedynie Mazowsze jako lenno.

### Samodzielne panowanie Bolesława Krzywoustego (1107–1138)

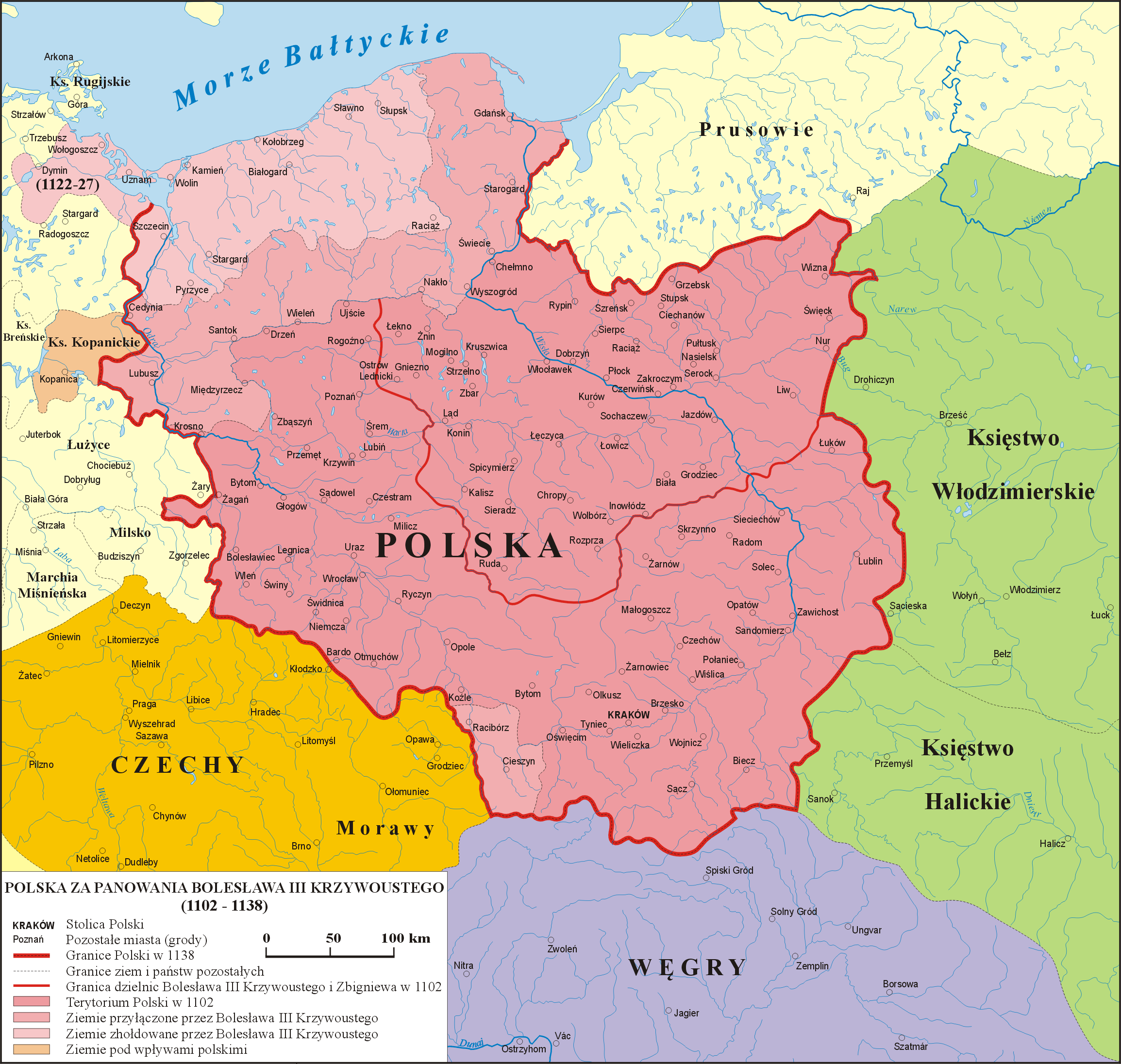
Polska za panowania Bolesława III Krzywoustego

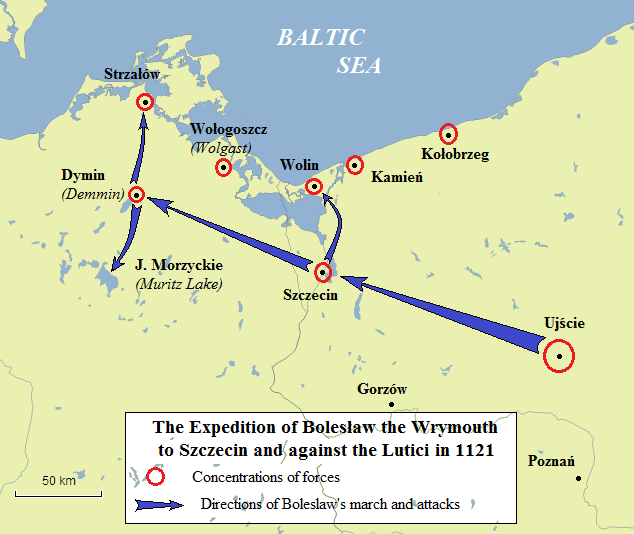
Wyprawa Bolesława do Szczecina i na zachód od Odry (Połabie) w latach 1121–1122

W 1107 Bolesław zorganizował kolejną wyprawę łupieżczą na Pomorze, której swoim wojskiem nie wsparł Zbigniew. Krzywousty wykorzystał to jako pretekst do odebrania bratu lenna. Zimą na przełomie 1107 i 1108 z pomocą Rusinów i Węgrów pokonał Zbigniewa i wygnał go z kraju. Od tego czasu mógł prowadzić w pełni niezależną politykę. Zdecydował się na bliską współpracę z Węgrami i powrót do obozu antycesarskiego. Nawiązał kontakty z opozycją w Rzeszy, a także podjął nieudaną próbę osadzenia na tronie czeskim wygnanego księcia Borzywoja II. W tym samym czasie doszło do najazdu niemiecko-czeskiego na Węgry. Atak Bolesława na Czechy osłabił możliwości tej koalicji, co pozwoliło królowi Kolomanowi zawrzeć pokój z Niemcami. Prawdopodobnie jego warunkiem było odstąpienie Węgrów od sojuszu z Polską. W efekcie Bolesław utracił sojusznika, co w 1109 wykorzystał król niemiecki Henryk V, w obronie praw Zbigniewa atakując jego państwo. Rzeczywistym powodem najazdu był prawdopodobnie wspomniany atak Bolesława na Czechy, który Henryk uznał za wrogą wobec siebie akcję. Interwencja w Polsce zakończyła się porażką, a Niemcy mimo wykorzystania machin oblężniczych nie zdobyli żadnego z ważnych grodów polskich. Około 10 000 żołnierzy niemieckich w marszu przez Śląsk minęło kolejno Bytom nad Odrą, Głogów i Wrocław, nie zajmując żadnego z nich. Bolesław unikał wydania walnej bitwy, zamiast tego dążąc do wyniszczenia armii i morale wroga poprzez męczące ataki na odłączające się oddziały, służby zaopatrzenia itd. Metoda ta przyniosła skutki i Henryk V zawrócił, nie dotarłszy nawet do Górnego Śląska.
W 1110 Krzywousty podjął kolejną nieudaną interwencję w Czechach. Wprawdzie pokonał wojsko czeskie nad Trutiną, nie osadził jednak na tronie swojego pretendenta, Sobiesława. Prawdopodobnie nie chciał zadrażniać stosunków z Henrykiem V. W 1111 zawarto rozejm, w myśl którego Sobiesław powrócił do Czech, a Zbigniew do Polski. Bolesław mimo obietnicy przyjęcia brata, kazał go pojmać i oślepić, w efekcie czego Zbigniew zmarł. Książę zmuszony został do odbycia pokutnych pielgrzymek do Gniezna i na Węgry, jednak jego władza została umocniona dzięki wyeliminowaniu ewentualnego konkurenta.
Stosunki z Niemcami i Czechami unormowano, co pozwoliło Bolesławowi rozpocząć walki o Pomorze. Wyprawy na nie trwały wprawdzie już od 1102, jednak dotąd miały jedynie charakter łupieżczy. Po 1109 Bolesław rozpoczął wojnę, mającą na celu podbój regionu. Do 1119 zajął Pomorze Gdańskie, a w 1121 zhołdował Pomorze Zachodnie. Następnie skierował swoją uwagę na Węgry, gdzie zmarł król Stefan II. W 1131 książę polski przystąpił do interwencji w obronie praw do tronu Borysa, domniemanego syna Kolomana I. Akcja zakończyła się porażką – wojska Bolesława rozbito, a następnie książę czeski Sobiesław najechał Śląsk, dokonując wielkich zniszczeń. Nieudana wyprawa na Węgry wpędziła Bolesława w izolację polityczną. W 1134 zdecydował się zrezygnować z polityki węgierskiej. Początek lat 30. oprócz kryzysu polityki zagranicznej przyniósł także załamanie polityki kościelnej, dotąd prowadzonej ze sporymi sukcesami. W 1124 utworzono trzy nowe biskupstwa: lubuskie, kruszwickie i włocławskie, z czego dwa ostatnie zostały wkrótce połączone. Od 1123 trwała też akcja chrystianizacyjna na Pomorzu, prowadzona najpierw przez Bernarda Hiszpana, a po jego niepowodzeniu przez Ottona z Bambergu, który rozpoczął także przygotowania do utworzenia na Pomorzu organizacji diecezjalnej. Ze względu na możliwy konflikt interesów zaplanowano utworzenie dwóch biskupstw – podlegającego Magdeburgowi ze stolicą w Szczecinie i podporządkowanego Gnieznu w Wolinie. Obsadzeniu stolic biskupich przeszkodził nowy rozłam w kościele – schizma Anakleta II. W sporze między tym antypapieżem, a popieranym przez króla niemieckiego Lotara III Innocentym II książę polski stanął po stronie Anakleta. Doprowadziło to do tragicznych skutków, kiedy znaczną przewagę uzyskał Innocenty. W 1131 przekazał on biskupstwo poznańskie archidiecezji magdeburskiej, a w 1133 podporządkował jej wszystkie polskie biskupstwa.
Ten kryzys, jak i porażki w polityce zagranicznej i polityczne osamotnienie skłoniły Bolesława do podporządkowania się cesarzowi. 15 sierpnia 1135 złożył mu hołd lenny (na zjeździe w Merseburgu) i zgodził się płacić trybut z Pomorza i Rugii. W kolejnych latach dzięki przystąpieniu do obozu cesarskiego unormowano także stosunki z Czechami i Rusią. Niezależność odzyskała także polska organizacja kościelna (bulla protekcyjna (łac.) Ex comisso nobis a Deo z 1136). Umożliwiło to ostateczne poparcie Innocentego II, a także śmierć cieszącego się wielkimi wpływami arcybiskupa Magdeburga, Norberta z Xanten.
Bolesław zmarł w 1138. Na mocy ustawy sukcesyjnej podzielił państwo pomiędzy swoich synów, wprowadzając zasadę senioratu, według której władzę mieli obejmować kolejno najstarsi przedstawiciele rodu. Prawdopodobnie chciał w ten sposób stworzyć jasne zasady, które pozwoliłyby uniknąć walk o sukcesję, podobnych do tych, jakie Bolesław prowadził ze Zbigniewem. Jeśli taki był plan władcy, to nie odniósł on zamierzonego skutku. Ustawa sukcesyjna doprowadziła do licznych wojen wewnętrznych i trwającego do początków XIV wieku rozbicia dzielnicowego Polski. Niektórzy badacze wskazują na inne możliwe przyczyny uporządkowania sprawy następstwa władzy zwierzchniej – m.in. rosnące dążenia decentralizacyjne możnych i chęć zabezpieczenia praw do tronu synów z drugiego małżeństwa. Istnieje także grupa historyków negująca znaczenie tego aktu i wskazująca na wcześniejsze, w większości domniemane podziały władzy pomiędzy większą liczbę członków dynastii. Badacze ci początki rozbicia dzielnicowego datują dopiero na schyłek XII wieku. Niekiedy z ustawą sukcesyjną łączy się szybko stłumiony bunt wojewody Skarbimira z 1117, który mógł być przejawem wspomnianych wyżej dążeń kręgów możnowładczych.

## Kultura i społeczeństwo

### Rozwój Kościoła i chrystianizacja ziem polskich
Wpływy chrześcijaństwa na ziemiach polskich przed rokiem 966 są przedmiotem dyskusji naukowców i z uwagi na brak jednoznacznych dowodów w dokumentach i archeologii pozostają jedynie hipotezami. Istnieją przypuszczenia, że Państwo wielkomorawskie zaczęło oddziaływać na ziemie Małopolski i Śląska, które być może włączyło w swój skład ok. 875 r. Możliwe, że wraz z tym na ziemie polskie dotarło chrześcijaństwo, rozwijające się wówczas na Morawach za sprawą działalności świętych Cyryla i Metodego. W „Żywocie” tego ostatniego zachowała się wiadomość o tym, że wezwał on pewnego księcia na Wiślech, aby zaprzestał prześladowania chrześcijan i sam przyjął ich wiarę, co więcej według przekazu żywota przyjął on chrzest. Nie sposób przesądzić o historyczności tego wydarzenia, jak i domniemanym założeniu kilku biskupstw obrządku słowiańskiego w południowej Polsce.
Kolejne próby chrystianizacyjne być może również pojawiły się na południu ze strony Czech. W połowie X w., wraz z przypuszczalnym podbojem czeskim ogarniającym Śląsk i Małopolskę mogła rozpocząć się akcja misyjna dwóch biskupstw niemieckich: ratyzbońskiego i passawskiego, pod których jurysdykcją znajdowały się wówczas odpowiednio Czechy i Morawy. Brak jednak jednoznacznych śladów potwierdzających chrystianizację w tym okresie.
Pierwszą pewną informację o chrystianizacji posiadamy dzięki wzmiance o chrzcie księcia Mieszka I w 966 roku co miało swoją konsekwencję w postaci utworzenia pierwszego w Polsce biskupstwa zlokalizowanego w Poznaniu, na którego czele stanął biskup Jordan. Niejasny jest status jaki posiadało pierwsze polskie biskupstwo. Wedle powstałej dopiero kilkadziesiąt lat po tych wydarzeniach relacji Thietmara z Mersemburga było ono sufraganią świeżo utworzonej prowincji magdeburskiej. Mimo tego przekazu, który zdaje się być bałamutny, uważa się Jordana za biskupa misyjnego, bezpośrednio podległego papieżowi. O wyborze Poznania jako siedziby biskupa misyjnego zdecydowało prawdopodobnie ufundowanie tam pierwszej świątyni chrześcijańskiej.
Duchowieństwo, które stawiało pierwociny chrześcijaństwa w państwie gnieźnieńskim było w przeważającej większości pochodzenia niemieckiego, choć sam Jordan pochodził z krajów kręgu romańskiego, to jednak jego następca Unger był Sasem bądź Turyngem. Konsekwencją Zjazdu gnieźnieńskiego w 1000 roku było utworzenie metropolii gnieźnieńskiej – pierwszej metropolii kościelnej w Polsce podległej wyłącznie papieżowi, na czele której postawiono brata św. Wojciecha – Radzima Gaudentego. Wraz z powstaniem nowej metropolii utworzono podległe Gnieznu nowe biskupstwa-sufraganie w Krakowie z biskupem Popponem, w Kołobrzegu z biskupem Reinbernem, we Wrocławiu z biskupem Janem. Biskupstwo w Poznaniu pozostało poza metropolią gnieźnieńską aż do śmierci biskupa Ungera. Do XII wieku chrystianizacja poczyniła w Polsce znaczne postępy, a formalne nawrócenie Pomorza Zachodniego w 1. połowie XII w. przeprowadzone dzięki wysiłkom Bolesława Krzywoustego, umożliwiło powołanie siedziby biskupiej w Wolinie i budowę w regionie wielu kościołów.